# 國立故宮博物院古物列表
25°06′01″N 121°32′56″E / 25.1001805°N 121.5488112°E

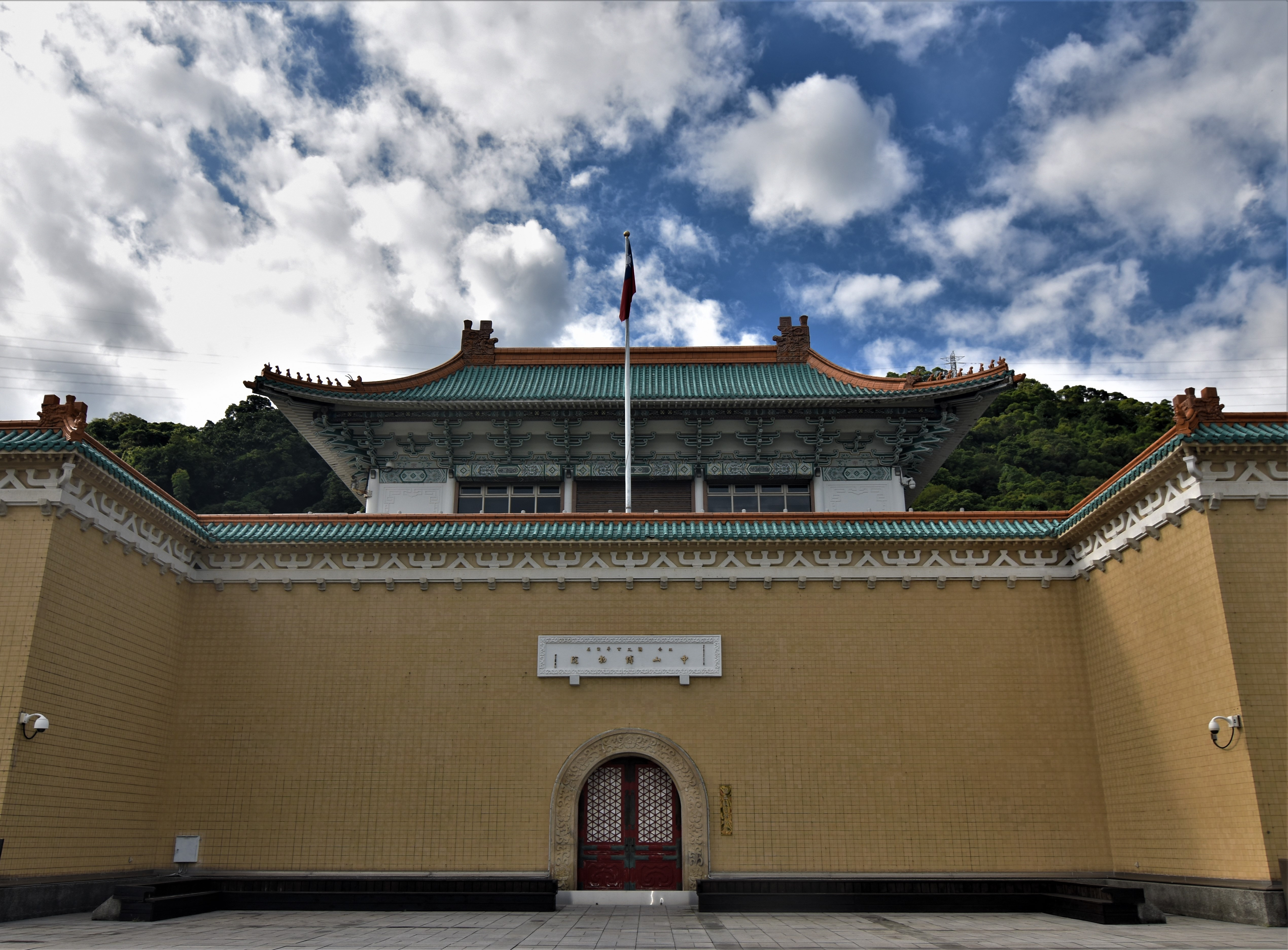
國立故宮博物院台北院區

下列國立故宮博物院古物經中華民國文化部指定為文化資產，佔故宮近70萬件總館藏之比率僅0.1%，故多數為精華中之極品。截至2020年7月為止，共有國寶246件、重要古物692件，一般古物2件，合計940件。2021年12月31日增補新公告，共有國寶268件、重要古物754件，一般古物35件未變，合計1057件。 

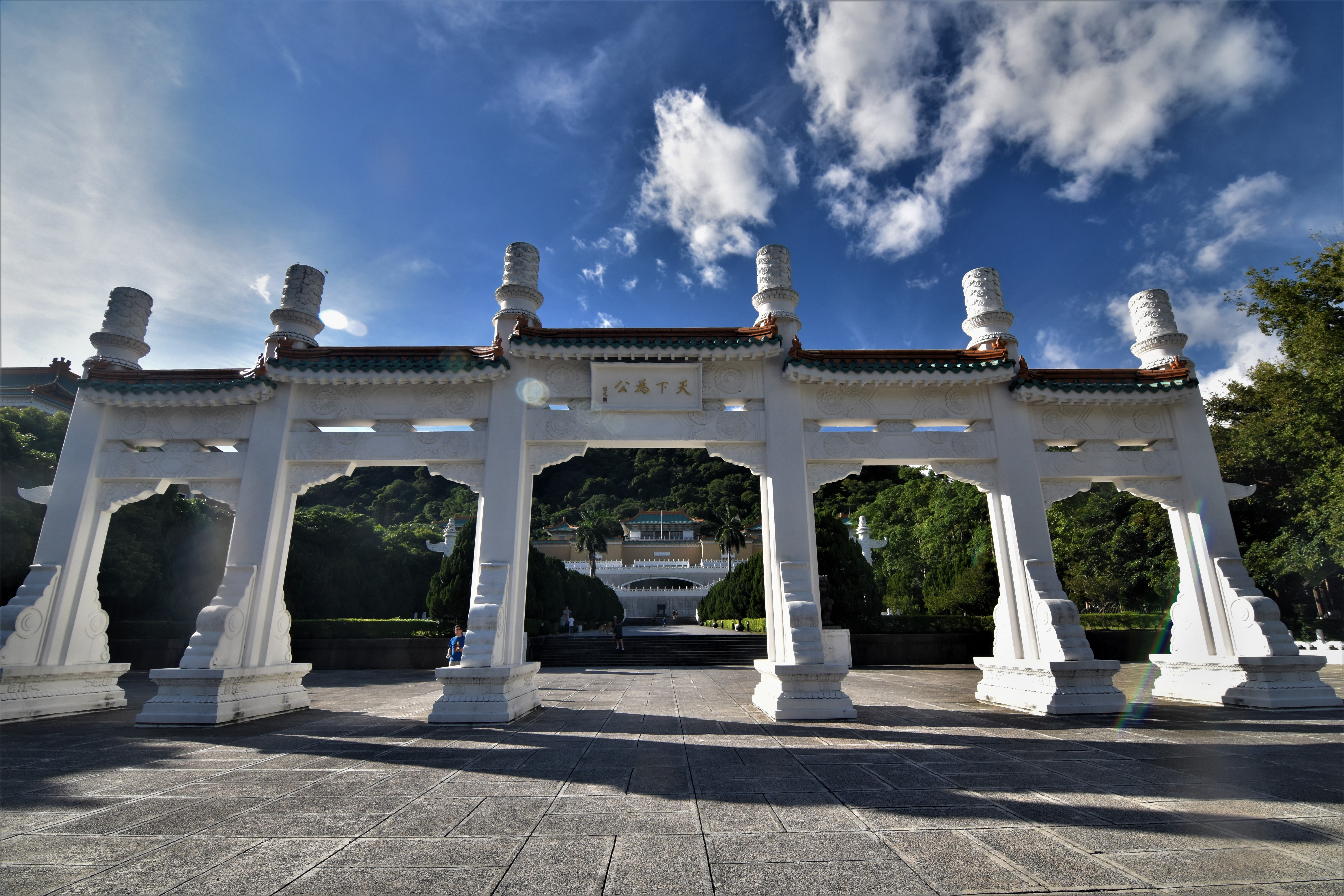
國立故宮博物院與天下為公牌樓。

國立故宮博物院收藏華夏文物，原多為過往古物陳列所舊藏，為熱河、瀋陽行宮所有三處清宮之文物，收藏品的年代幾乎囊括了整個中華文化五千年的歷史。以下列出收藏於國立故宮博物院北部院區和南部院區，已經指定為文化資產的古物。 
國立故宮博物院館藏文物國寶之部份分析：依數量排序為繪畫、書法、銅器、瓷器、玉器。繪畫中以唐代的〈宮樂圖〉軸軸最久遠，最近代的為張大千的〈廬山圖〉橫披。產品最多者為南宋馬麟:〈伏羲坐像〉軸、〈夏禹王立像〉軸、〈靜聽松風圖〉軸、〈秉燭夜遊圖〉冊、〈三官出巡圖〉軸、〈芳春雨霽〉冊、〈暗香疏影〉冊、楊皇后題〈桃花〉冊。
另書法中產品最多者首推北宋米芾：〈蜀素帖〉卷、〈宋四家法書〉卷、〈宋四家真蹟〉冊、〈宋四家墨寶〉冊等。 

## 國寶
| 古物 | 照片  | 公告日期       | 備註 | 參考                   |
| --- | ----- | -------------- | --- | ---------------------- |
| 元倪瓚容膝齋圖軸                                                                                        |       | 2008年12月24日 | 作品畫中描寫一河兩岸景致，前景坡岸，但空亭卻更為簡略。從荊關風格衍生而出的折帶皴筆，既模糊了山石的輪廓分際，也改造了董源濕潤濃重筆觸，轉化為素淨的筆墨形式。屬倪瓚成熟時期畫風。 倪瓚詩詞俱佳，又善書畫，尤擅山水。作畫不喜用色彩，別有一種清淡雅逸的韻味。與黃公望、吳鎮和王蒙齊名，合稱為「元四大家」。本幅的構圖簡潔，前景作土坡巨石，上種五株雜樹，樹葉蕭疏，並搭配茅亭作為點綴，遠景為連綿的山巒和低矮的土坡；近景與遠景間一片空白，代表茫茫的湖水。此幀的筆墨極為淡雅，山石輪廓用淡墨側筆描寫，筆筆蒼勁老辣。近坡皴多染少，皴筆更加清勁灑脫。畫中空寂無人，予人一種荒涼清冷之感。全作所表現的「一河兩岸」式構圖和清逸蕭疏的意境，皆是倪瓚獨特的繪畫風格特徵。本幅作於洪武五年（1372），時年七十二歲，是倪氏晚年的精品。據幅上作者洪武七年（1374）的又題，知此幀原來先贈其友檗軒。檗軒收藏三年後，又寄贈潘仁仲醫師，容膝齋乃仲仁的居處。 | （页面存档备份，存于） |
| 沈周/廬山高                                                                                             |       | 2008年12月24日 | 沈周是蘇州文人文化承先啟後的重要人物。由沈周、文徵明等所建立的繪畫風格依其地域而通稱為吳派，影響深遠，成為文人畫風的代表。畫家在畫上以篆書題寫「廬山高」，點明本幅的主題。他透過山石的結組與堆疊，盤迴出由兩側向中央集中的聳峙山峰，而前景微小的人物更襯托出主山雄渾、仰之彌高的印象。由題辭中可知，沈周藉此畫為其師陳寬祝壽。廬山高的形象婉轉表達出高山仰止之深意。沈周早年多為小景，四十歲以後始作大幅畫，本幅恰好成於他四十一歲之際（1467），是此時期的代表作品。先以淡墨皴染、再用濃墨點提的作法，細密攢簇的皴筆，步步疊高山塊以營造湧動山勢的構圖方式，在風格上接近於王蒙。但相較於王蒙畫中的強烈動感，此幅畫作卻顯得較為平和穩定，在蓬勃生氣中透露出沉穆靜雅。此外，畫面的構圖原則轉趨抽象與平面化，山水元素的組合也傾向於追求偃仰多姿的視覺韻律感，更勝於對自然的忠實描繪，是運用王蒙風格所創發的新畫風。本幅「廬山高」廬山景緻雄渾，實中有虛、密而不繁，不失沈靜肅穆韻味，且屬不多見之巨幅型作品，足為其大幅畫之最佳代表。 | （页面存档备份，存于） |
| 祝允明/書七言律詩                                                                                       |       | 2008年12月24日 | 祝允明與唐寅、文徵明、徐禎卿並稱吳門四才子，詩文富有奇氣。他的書風獨特，又以狂草著稱。此作書於祝允明六十六歲之時，全篇以草書寫成，共四首七言律詩：〈閒居秋日〉、〈宿茅峰〉、〈宿金山寺〉、〈句曲道中〉，詩文收錄於《懷星堂集》。每首詩的題目書寫於前，四詩書畢，題曰：「乙酉秋日叢桂堂酒次書。枝山道人。」作品外觀上不脫狂放氣息，然而貫穿全篇卻是相對嚴謹的創作方式，反映出祝允明深厚的傳統書學涵養。書寫過程中，今草與狂草並用，但是並沒有過度癲狂的用筆或誇張的結字，字裡行間展露更多祝允明對筆法的操控力、獨特的結字習慣與整體的行氣變化。本件「書七言律詩」今草與狂草並用，在展現對筆墨精準駕馭能力的同時，也呈現出明代第一大書家祝允明草書的獨特性與變化性，灑脫而有法度。 | （页面存档备份，存于） |
| 石谿/茂林秋樹                                                                                           |       | 2008年12月24日 | 石谿是明末清初四高僧畫家之一，他的繪畫顯露兩方面的傳統，一是率意不羈，所謂「粗服亂頭」的禪畫傳統，一是興於十四世紀元代，重視抒情寫意的文人畫傳統，如黃公望以書法的線條再現山石樹木，或如王蒙繁密蒼鬱的構圖。此幅畫用筆繁複，提頓轉折看似率意，實具法度。墨色燥溼並濟，濃淡相間，樹石著淡赭色、石綠，偶而用重色敷填夾葉，在平淡中，透露出些許秋意。畫中大約用了十幾種畫樹葉的方法，但不外乎點葉和夾葉，虛實相生，所以顯得密而不滯，豐富而多變化。若以瀑布為界，右幅著重於描繪茂密的秋林；左幅以山石為主，遠樹為輔，兩段都沒有向後延展的遠景，樹石都近在眼前，讓人彷彿置身在一片茂林巨石的景物之中。卷首右上角款題：「茂林秋樹圖。石道人。」前隔水有清乾隆帝1767年的題詩，指出這幅畫雖然充滿樹石，不見空隙，卻能運用煙嵐表現空靈的感覺。二十世紀後期，清初四僧在畫史上的地位得到進一步肯定。四僧不僅傳承宋元，同時開拓畫境，相較清初固守臨摹的畫家，尤具時代意義。本幅「茂林秋樹」為石谿山水畫代表作之一，具現石谿融會黃公望、王蒙筆墨的功力，是出入古人的佳作。 | （页面存档备份，存于） |
| 馬麟/秉燭夜遊                                                                                           |       | 2008年12月24日 | 馬麟為宮廷畫家馬遠之子，師承家學，雖與其父同工人物、山水、花鳥，然「筆法圓勁，比其父秀潤」，畫風工緻細膩，優情美趣的抒情小景更為擅長。作品多進呈皇室以供賞玩或頒賜之用。紈扇左下側題有名款「臣馬麟」三字。此圖取材自蘇東坡「海棠」詩：「東風渺渺（一作嫋嫋）泛崇光，雲（一作香）霧空濛（一作霏霏）月轉廊，只恐夜深花睡去，故燒高燭（一作高燒銀燭）照紅妝。」為文學、繪畫與園林建築相輝映的藝術傑作。畫中月色掩映的亭子裡，主人端坐太師椅上，內外有侍者五人，分以墨線勾勒，再賦彩施粉；墨色暈染的迷濛夜色中，高架燭台並列園內，映照皇室花園盛開的海棠，呈現幽靜氛圍中，點燭花間的貴族式細緻品味與生活情趣。畫者寫生功夫深厚，建築景物合於法度，布局大方，畫景雖小，卻成功營造出文學性的意境，表現藝術的感染力，以穩定的構圖結構與精準造型，呈現南宋院體畫寫實與抒情兼容的藝術成就。本幅「秉燭夜遊」以圖繪詮釋蘇軾之詩句，情景交融、典雅恬靜，充分展現馬麟細膩秀雅的畫風。 | （页面存档备份，存于） |
| 李迪/風雨歸牧                                                                                           |       | 2008年12月24日 | 李迪擅長寫生，描繪花鳥、走獸、竹石，細緻生動，畫風清新，為南宋富有盛名的畫家。本幅畫中灰濛濛的天色，輕籠的烟霧和倒向一邊的柳枝、蘆葦等，表現出風雨交加的氣氛，兩位牧童騎在牛背上，牛隻吃力地頂著風前行，透露出是黃昏時分踏上歸途，卻遇上狂風驟雨的情景。而畫樹石的用筆勁健有力，筆意較為疏放，但畫人物、牛隻、柳樹和蘆葦則工整細緻，尤其人物的蓑衣、牛毛和飄搖的柳葉、蘆葦均以細如針、密而不亂的中鋒筆法畫成。畫家並充分掌握物理，如先鉤畫出牛壯碩的身型，描畫筋骨結構，再用墨多次渲染牛腹，突顯立體感，後絲出牛毛的質感，於是所畫的對象便逼真生動地出現在畫面上。本幅「風雨歸牧」用筆變化多端，不但精確地鉤畫出事物的外形，又將人與牛頂風而行的姿態表現的栩栩如生，誠可謂形神兼備，是極珍貴的南宋寫實之作。在李迪傳世有年款作品中，此件的年代最早，亦是傳世李迪尺幅最大的作品。 | （页面存档备份，存于） |
| 李安忠/竹鳩                                                                                             |       | 2008年12月24日 | 李安忠擅畫花鳥走獸，尤工鉤勒畫法。本幅雖標名為「竹鳩」，但畫的並非鳩類，而是灰伯勞。以伯勞為題的畫作，在宋之後極為罕見。存世描寫伯勞形態的作品，鮮及本幅之精實細緻。幅中的這隻蹲踞在竹枝上，呈休息的狀態，然從鷹鉤式的嘴形，銳利的眼神和趾爪，顯示畫者已充分掌握了伯勞的神韻，既表現該鳥兇悍習性且形質生動逼真。技法方面，竹和鳥以雙鉤填彩法畫成，筆法細緻，設色溫潤；畫荊棘則屬沒骨法，已帶有「寫」的意味。對灰伯勞灰、黑、白三種羽色和層次間的變化，不但描繪地非常真實，甚至連羽毛絨絨的質感，及蹲踞時蓬鬆起來，以至在竹的細枝上顯得有些龐大和沈重的特色都表現了出來。 | （页面存档备份，存于） |
| 明宣宗坐像                                                                                              |       | 2008年12月24日 | 宣德（1426－1435）之世，國富民安，海外承平，堪稱為盛世。宣宗雅好書畫，能為詩賦，於其勤政繁忙之暇，經常與群臣共相唱和，並以詩畫酬贈，此種風氣促成了宮廷藝文的蓬勃發展。此幅鉅作宣宗體貌魁梧雄偉，面多髯鬚。身著永樂二年（1404）所定之皇帝常服，盤領窄袖，黃色綾羅龍袍前後及兩肩各繡一金織盤龍，長袖黃袍兩旁有襬，分襯以紅青二色，俗稱「四團龍袍」。腰束有玉帶，腳著革靴，頭戴「翼善冠」，正面端坐於龍椅寶座之上。全圖繪法寫實逼真，成功表現出宣宗聰明睿識、英勇果決之性格特徵。本幅「明宣宗坐像」畫中人物描繪細膩，形神並俱，呈現宣宗樣貌與睿識之性格，除為明代肖像畫寫實成就之代表佳作，亦可作為研究明代朝服規制及宮廷皇權之視覺材料。 | （页面存档备份，存于） |
| 李嵩/市擔嬰戲                                                                                           |       | 2008年12月24日 | 李嵩擅長畫人物、山水、花卉，又以界畫聞名，由於曾受過木工的訓練，畫界畫可以不用界尺，就能將線條畫得規矩齊整，是南宋畫院中最好的畫家。擅長以工細而高超的技法，描繪庶民生活的細節。筆下人物，大多以江南景物及農村生活為對象，本幅描寫貨郎到鄉下賣貨的情景，結合貨郎與嬰戲題材，線條緊湊勁健、物象繁而不亂，精緻生動。貨郎擔上物品琳瑯滿目，不只有斧頭﹑鋸子﹑木耙等農具，還有許多日用品、食品，更有標了名稱的貨品，如「仙經」、「文字」、「攻醫牛馬小兒」等等，更有大量的童玩，甚至還有喜鵲、八哥、青蛙這些活的動物，不只展現高超的畫藝，更藉由活潑寫實的人物，表現畫家對鄉土人物的熱愛與關懷。 | （页面存档备份，存于） |
| 馬遠/山徑春行                                                                                           |       | 2008年12月24日 | 馬遠兼擅山水、人物、與花鳥，但以山水畫最為見長。他的山水畫將北宋堂堂山水中厚實飽滿再現自然的山體，轉化為尺幅空間裡清曠空靈抒情詩意的氣息。本幅描繪高士拈鬚，緩步微吟於春日河濱。物象多集中於畫面的左下側，正是使馬遠獲得「馬一角」之名的斜角構圖。畫樹石以粗濃墨線鉤輪廓，再以側筆作斧劈皴，表現坡岸石塊堅硬的質地。從近景到遠山，墨調的變化細緻而微妙。長條柳枝搖曳輕舞，也是他所常用的拖枝技法。向前延展的柳枝、斜向退後的坡岸、以及高士的視線，似都引導觀者看向空茫前方，跟隨他體察靜謐自然中黃鶯驚起的片刻。留白處所題「觸袖野花多自舞，避人幽鳥不成啼」，也突顯出畫家所要補捉的詩意氣氛。本幅「山徑春行」屬於邊角式構圖的冊頁型式，一改北宋山水畫主山堂堂的構圖法。幅中難得存有宋寧宗題詩及馬遠簽名，畫面充滿空靈意境，為南宋繪畫「詩畫合一」境界的最佳代表。 | （页面存档备份，存于） |
| 陳枚、孫祜、金昆、戴洪、程志道／清明上河圖                                                              |       | 2008年12月24日 | 此畫是由清代宮廷畫院畫家陳枚、孫祜、金昆、戴洪、程志道，在乾隆元年（1736)合作畫成，因此，又稱為「清院本」。「清明上河圖」是寫實風俗畫的傑作，在北宋（960-1127)時期最為流行，畫的是北宋都城汴梁情景，內容有郊野、虹橋、及城內各行各業的生活情景。 | （页面存档备份，存于） |
| 吳鎮/漁父圖                                                                                             |       | 2008年12月24日 | 吳鎮（1280－1354年)，字仲圭，號梅花道人，浙江嘉興魏塘鎮人。與黃公望、倪瓚、王蒙並稱為元四大家。此圖取景江南水澤風光，近景畫江畔土崗，兩株大樹臨風而立，樹下置一茅亭，有蜿蜒小徑可穿越而過，直抵江邊。遼闊的江面，波水清澈，近岸蘆葦處，一葉扁舟沉靜地漂浮其間；舟上二人，前者文士打扮，遠眺江面，後為童僕，靜坐撐篙。對岸遠巒幾重，煙樹迷濛，房舍數間隱於林間，是一幅風情閑逸、寂靜清幽的山水佳構。山石線條勾寫柔潤，筆墨皴法出自五代巨然（約活動於十世紀下半葉)披麻一路，整幅畫面罩一層淡色水墨，充分掌握了空氣的流動與光影的表現。從畫上自題詩看來，所繪為月夜江湖的景象。吳鎮精通占卜命理，崇尚道家精神，雲遊四海，終生未仕。此圖及詩可謂是他樂情山水，笑傲江湖的生活寫照，河岸中託身漁父的高士，或是其煙波釣徒的自況和隱逸情思的寄託。 吳鎮與黃公望、倪瓚、王蒙並稱為「元四大家」。此圖取景江南水澤風光，是一幅風情閑逸、寂靜清幽的山水佳構。山石線條勾寫柔潤，筆墨皴法出自五代巨然（約活動於十世紀下半葉)披麻一路，整幅畫面罩一層淡色水墨，充分掌握了空氣的流動與光影的表現。從畫上自題詩看來，所繪為月夜江湖的景象。吳鎮精通占卜命理，崇尚道家精神，此圖及詩可謂是他樂情山水，笑傲江湖的生活寫照，河岸中託身漁父的高士，或是其煙波釣徒的自況和隱逸情思的寄託。 | （页面存档备份，存于） |
| 趙孟頫／行書赤壁二賦                                                                                    |       | 2009年3月2日   | 此作除了以行草書寫蘇軾的〈前後赤壁賦〉外，前附有蘇軾小像，後有鮮于樞、唐棣、班惟志、趙奕諸元人跋、印，亦鈐有明項篤壽（1521-1568)、清袁六完（與孫承澤1592-1676友)、朱子莊（與宋犖1634-1713友)、陳淮（？-1810)、胡擎天（不詳)等人印記與清宮收藏印。趙孟頫創作此冊時四十八歲，正值盛年，為其重要的代表書蹟。作品中對筆鋒運用的講究與線條的品質，都顯示出趙孟頫對筆法的嫻熟與對毛筆的高度掌控力，筆筆圓潤秀勁，絲毫都不鬆懈。書寫過程中，每每出現揮灑自如，達心手兩忘之境界。（後赤壁賦〉中「夢二道士」更是蘇軾此賦版本流傳的重要例證，自南宋後幾乎都作「夢一道士」，無論在文集或是書畫上。不過現藏美國的喬仲常〈後赤壁賦圖卷〉中清楚畫出二道士，故「二」與「一」的轉折點可能在南北宋之際。至於趙孟頫為何獨作「二」，有學者推斷與元代一統時，流傳於北方（金朝)的蘇軾文集（版本上可能接近北宋)重現中原有關。明以後，在不斷編纂的過程或是其他原因下，「夢一道士」成為此賦的通行版本。 | （页面存档备份，存于） |
| 宋人寒林樓觀軸                                                                                          |       | 2011年4月22日  | 宏偉的水榭樓閣建築群，重檐歇山頂主殿，建築規模與量體龐大。主樓高三層平座周繞，人們可從平座遠眺。山石及屋頂被皚皚白雪覆蓋，山腰可見塔寺、旗幡。屋內主客對坐聚談，仕女穿梭忙碌準備酒食筵席，臨溪橋上訪客乘騎前來赴宴。近處老梅橫斜枝幹與馬遠甚有淵源，細審畫中挺勁筆墨線條，判斷應為南宋院畫家所作。所繪場景可能是杭州一帶的景致，或與皇室的活動區域有關。 | （页面存档备份，存于） |
| 宋劉松年畫羅漢軸（故畫000100)                                                                           |       | 2011年4月22日  | 劉松年，生卒年不詳。錢塘（今浙江杭州)人。淳熙時（1174-1189)為畫院學生，紹熙年間（1190-1194)任待詔，寧宗時（1195-1224)，賜金帶。師張敦禮，工畫山水、人物，與李唐、馬遠和夏珪合稱為「南宋四大家」。 此軸畫一尊者拄杖而坐，一在家弟子執經問義。這尊羅漢滿臉皺紋，龐眉大鼻，神情生動。全作敷彩妍麗卻不失古雅，人物用筆清勁，衣紋線條時而流暢，時而方折，變化多端。羅漢衣上的圖案、屏風的木紋以及藤凳的結構皆描繪如真，精密細緻卻不呆板。羅漢的頭光與身後樹枝、石壁和屏風掩映，層次分明，展現出高超的寫實技巧。羅漢身後的屏風，水墨畫蘆汀雙鷺和秋渚鴛鴦，筆簡墨淡，若有蒸嵐迷霧，清遠虛曠，又正是典型的南宋汀渚水鳥畫作。 | （页面存档备份，存于） |
| 宋李唐江山小景卷                                                                                        |       | 2011年4月22日  | 此畫以細勁墨線描寫山石輪廓，再以墨染形塑體積；其間添有短線表現塊面質感，是南宋畫院風格成熟階段以前特色。舊傳作者為李唐，卷中兼採青綠、水墨技巧，延續北宋後設色手法，並保留對於豐富物象的掌握興趣，是一南宋馬夏風格出現以前作風。 | （页面存档备份，存于） |
| 無款秋溪待渡圖（藝林集玉冊02)                                                                           |       | 2011年4月22日  | 畫中雙松與李唐〈萬壑松風〉描繪松葉手法相近；山石的處理則講究煙氣迷茫，質面皆不見皴擦筆蹤，兼具郭熙、王詵山水畫風特質。畫中遠景煙氣迷茫，但對澗水湍石的描繪仍具謹實態度，應屬兩宋之際山水面貌。 | （页面存档备份，存于） |
| 宋趙伯駒漢宮圖軸                                                                                        |       | 2011年4月22日  | 重檐歇山頂樓閣造型雄渾有力，室內擺置鎏金香爐、鼎、尊等銅器及瓷器，此類器物多用於筵席陳設及重要禮儀場合，宮廷樂人並排引導奏樂，隊伍內有執扇宮娥伴隨妃嬪徐徐步行。庭院帷障內停放牛車馬輅，篷頂覆棕絲並綴朱漆脊梁，車身雕鏤裝飾華美，應為官員眷屬座車。本幅雖無名款，董其昌（1555－1636)跋文訂為趙伯駒（1120－約1182)所作。所繪應為南宋宮廷重要殿閣，主題則是皇宮節令活動之實景。畫中無論人物服飾、家具、器物形制，以及園林植栽佈置都忠實反映南宋宮廷的情況。 | （页面存档备份，存于） |
| 宋高宗賜岳飛手敕卷                                                                                      |       | 2011年4月22日  | 紹興七年（1137)秋天，岳飛（1103-1142)率軍到防區邊界巡視，高宗（1107-1187，在位1127-1162)以此御札回覆其報，嘉勉其恭忠體國。 高宗趙構早年書學父皇徽宗，稍長學習宋黃庭堅、米芾書體。後來上追晉王羲之，臨習魏晉以來至六朝筆法，對南宋皇室書法有深刻影響。此札楷書帶行體，點畫講究、姿態優美，雖然是在軍事急迫中對屬下的敕書，行氣首尾一貫，顯現出他的書法造詣。 | （页面存档备份，存于） |
| 宋理宗坐像                                                                                              |       | 2011年4月22日  | 理宗趙昀（1205-1264)是太祖的第十世孫，在位共四十年（1225-1264)。期間對程朱理學至為推崇，堪稱是南宋將理學推向官學化最為重要的一位君主。逝後廟號亦定為理宗，可謂實至名歸。 本幅中，理宗的面相豐碩，膚色稍黯，目光銳利，眼角明顯上揚。院藏馬麟〈伏羲像〉與〈靜聽松風〉二軸裡的人物，相貌亦皆與理宗相彷彿。故有學者以為，這是畫家刻意將理宗神格化，據以合理化他繼承道統的正統性。本幅為傳世極為罕見的南宋肖像畫作品，反映了當時畫家卓絕的寫實功力，以精緻的筆墨、細膩的敷色，真實地呈現宮中禮制。畫中人物的容貌以及妝扮和服飾上的特色，是研究歷史和服飾史的重要依據。本件為南薰殿舊藏，且為國立故宮博物院僅有。 | （页面存档备份，存于） |
| 宋夏珪溪山清遠                                                                                          |       | 2011年4月22日  | 夏珪字禹玉，浙江錢塘人，南宋寧宗朝（西元1195至1224年)，畫院待詔。擅長於人物、山水。與當時名家馬遠齊名，常被並稱為「馬夏」。山石樹木與江天一再重覆交組，成無盡景。夏珪擅用水墨，筆法蒼老，墨瀋淋漓，畫樹則與李唐江山小景同法而趨粗放，畫山與馬遠略同，而用水較多，也是常用粗勁的大斧劈皴法。 | （页面存档备份，存于） |
| 宋劉松年畫羅漢軸（故畫000099)                                                                           |       | 2011年4月22日  | 劉松年，生卒年不詳。錢塘（今浙江杭州)人。淳熙時（1174-1189)為畫院學生，紹熙年間（1190-1194)任待詔，寧宗時（1195-1224)，賜金帶。師張敦禮，工畫山水、人物，與李唐、馬遠和夏珪合稱為「南宋四大家」。 此軸畫一尊者倚樹沉思，隨侍的小沙彌以衣袂承接長臂猿所摘的石榴，足前尚有兩隻鹿仰頭而望。這尊羅漢的形貌古野，但卻不怪異誇張。畫中人物的神情姿態都描繪得栩栩如生，寫實性強。敷彩妍麗卻不失古雅，人物用筆清勁，衣紋線條時而流暢，時而方折，變化多端。羅漢的頭光與身後樹枝、石壁和屏風掩映，層次分明，展現出高超的寫實技巧。 傳世肯定為劉松年的畫蹟甚少，本幅有開禧丁卯（西元1207年)劉松年的款題。全作描繪精微，法度嚴謹，是劉氏的代表之作。 | （页面存档备份，存于） |
| 宋人折檻圖軸                                                                                            |       | 2011年4月22日  | 西漢成帝時，槐里令朱雲，因不齒宰相張禹恃寵而驕，當眾諫劾，以致觸怒皇帝，下令御史將他押下處死，朱雲攀著殿檻抗爭，檻木竟被折斷。後幸因左將軍辛慶忌力保而獲免罪，成帝且命保留折檻的原狀，以為警惕。 南宋畫院，頗多歷史畫的鉅製。《宋史全文》曾記載，理宗「於臣僚論，未嘗不見之施行。」本圖正好彰顯了君主勇於納諫的聖德，雖不知畫者姓名，但成作年代，很可能值理宗時期。 | （页面存档备份，存于） |
| 宋高宗后坐像                                                                                            |       | 2011年4月22日  | 高宗先後立過兩后，元配邢夫人於靖康之難時被俘，高宗即位後，遙冊其為皇后。紹興十二年（1142)，邢后棺槨由北地迎回，吳夫人才正式被冊立為后。吳后夙喜讀書，翰墨的修養高絕，曾經為高宗代筆，人莫能辨，故深受高宗寵信。本像所繪，應為續立的吳后。畫中人物，頭戴九龍花釵冠，面貼珠鈿。身著深青色禕衣，上繡對雉十二行，並用朱色作邊飾，上再綴以龍紋，鮮豔、華美至極。本幅為傳世極為罕見的南宋肖像畫作品，反映了當時畫家卓絕的寫實功力，以精緻的筆墨、細膩的敷色，真實地呈現宮中禮制。畫中人物的容貌以及妝扮和服飾上的特色，是研究歷史和服飾史的重要依據。本件為南薰殿舊藏，且為國立故宮博物院僅有。 | （页面存档备份，存于） |
| 宋趙令穰橙黃橘綠（宋元集繪冊2)                                                                          |       | 2011年4月22日  | 此團扇畫水岸兩側遍植橙橘情景。橙橘樹結實繁密，水渚間大小卵石，有黃、褐、藍等多樣變化。坡岸染以淡青綠，再以墨筆擦染沙渚，為畫面營造不少靜謐情調。間有水草茂生，鶺鴒一對、水鴨二雙，更添綴生意。此江渚小景，是山水、花鳥畫題尚未分流前，具有古風的寫景表現。 | （页面存档备份，存于） |
| 宋高宗后坐像                                                                                            |       | 2011年4月22日  | 宋寧宗后（1162-1232)，原本不知姓氏，年少時隨養母入宮，擔任雜劇女伶。由於得到吳太后垂愛，將她賜與寧宗，乃得平步青雲。朝臣中，有名楊次山者，皇后認其為兄，并自稱楊妹子。楊后雖然出身微賤，但卻學識淵博，能詩善畫，書法風格與寧宗相近，曾為之代筆。 本幅中，畫楊后頭戴龍紋花釵冠，拱手端坐於靠背椅上。身著交領大袖的五彩褘衣，衣上織綉兩雉花紋，並列成行，是為「搖翟」。本幅為傳世極為罕見的南宋肖像畫作品，反映了當時畫家卓絕的寫實功力，以精緻的筆墨、細膩的敷色，真實地呈現宮中禮制。畫中人物的容貌以及妝扮和服飾上的特色，是研究歷史和服飾史的重要依據。本件為南薰殿舊藏，且為國立故宮博物院僅有。 | （页面存档备份，存于） |
| 宋寧宗后坐像                                                                                            |       | 2011年4月22日  | 此幅畫柳岸篷舟，水波粼粼，遠山逶迤，初睡起的漁父欠臂伸腰，望向右方空闊處，予人渺無垠際之感。右幅空處題漁父詞一則，描寫漁父悠游自在之景，詞意與畫意契合無間。書末有宋孝宗（1127-1194)退位後鈐蓋於書作之「壽皇書寶」印，從書法風格來看，可推知出於孝宗。此書圓潤豐腴，捺筆厚重，線條提按、粗細，變化有致，牽絲引帶，輕盈流動，與高宗書風相近，都是從王羲之行書蛻變而來。此件書畫均具時代特色，為南宋皇室書學傳承之重要代表，亦為南宋宮廷院畫的佳例。.是宋孝宗存世的少數書蹟之一。品質精良且數量稀少。 | （页面存档备份，存于） |
| 宋高宗蓬窗睡起（名畫集珍冊01)                                                                           |       | 2011年4月22日  | 敞空方亭內文士右持羽扇，左倚憑几，神態悠閑。仕女憑欄而立，侍僮手執茶盤、托、碗，一人手提茶瓶行來。畫中家具造型挺秀簡潔，亭內畫屏前設臥榻，漆桌上置書卷、瓷瓶、香爐。圖中室內設計極精簡，其中部分建築構造，兼具坐椅功能。傍山臨水庭院湖石點綴，長松修竹環抱，為最佳的納涼避暑地。此圖營造出文人理想燕居之室。題簽訂為趙伯驌（1124─1182)，善山水人物，界畫尤精。 宋人強調「燒香、烹茶，掛畫、挿花，四般閑事」（見南宋《夢梁錄》)。在此小扇面中反映宋代文人品茶掛畫文化成就及保留宋代園林建築及家具造型特色。 | （页面存档备份，存于） |
| 趙伯驌風簷展卷（藝苑藏真上冊08)                                                                         |       | 2011年4月22日  | | （页面存档备份，存于） |
| 馬遠曉雪山行（名畫集珍冊06)                                                                             |       | 2011年4月22日  | 馬遠款署於右下樹幹下方。圖繪寒天中一翁瑟縮前行，前方驢子駝炭，後面驢子駝薪，皆因天冷負重而顯步履維艱。畫樹皴石等大多用禿筆，皴紋為斧劈皴，勾勒人物衣紋及二驢線條微用顫筆。狀物技巧高超，簡略線條和墨染精確表現老驢、幼驢一前一後的行進身軀。主題或為賣炭郎形象，因在山中伐薪燒炭，致滿面塵灰，衣衫單薄，且肩負山雉，雪徑中呵凍前行；呈現自然天候中庶民辛勤、富足的面貌。 作品為馬遠精采小幅山水人物作品，畫中顫筆為[馬遠]]個人特色。狀物技巧高超，簡略線條和墨染即能精確呈現物象。 | （页面存档备份，存于） |
| 馬和之清泉鳴鶴圖（歷朝名繪冊06)                                                                         |       | 2011年4月22日  | 馬和之活動於高宗、孝宗朝。此畫用筆獨具特色，起、收筆的筆鋒明晰，中段線條則顯圓厚，別具古風效果。畫《詩經》〈鶴鳴〉「鶴鳴于九皋，聲聞于野。魚潛在淵，或在于渚。」有規勸深意。藉鶴、魚比喻賢能人士，呼籲君王訪賢。線條渾厚轉折，是馬和之代表特色。具有特殊的時代特色及風格，且品質精良數量稀少。 | （页面存档备份，存于） |
| 無款荷亭銷夏（名繪集珍冊05)                                                                             |       | 2011年4月22日  | 蒼巖上，樹木雜沓。二松盤根挺立，枝葉簇茂成蔭，綠蔭下，倚巖建閣，以廊與水亭相連，亭內有雅士坦腹，高臥其中，狀甚悠閒。亭外澄波微蕩，田田荷葉環聚水面。湖中長堤，倚著石岩，和平橋串接，童僕執扇抱琴，往來其間。坡岩上兩棵垂柳搖曳，在湖光山色的烘托下，小小尺幅內所散發出的清夏之氣，令人神往。畫面具有追寫自然、注重刻畫微妙細節的寫實風貌；且能引發觀者逸致，帶出詩情。景意相合的構圖，為南宋小景繪畫特出之處。對畫中人物夏日納涼活動的寫照，正反映了南宋上層社會的時代特徵。 | （页面存档备份，存于） |
| 宋人畫千手千眼觀世音菩薩軸                                                                              |       | 2011年4月22日  | | （页面存档备份，存于） |
| 李□焚香祝聖（名繪集珍冊03)                                                                              |       | 2011年4月22日  | 主殿為重檐歇山頂，木作構件飛椽、椽檐、斗栱均細繪，屬於等級尊貴的建築物。下層殿旁依坡岸起築木造平臺，栽柱入地，更有壼門裝飾，其上建平座，「卍」字鉤欄環繞。畫中室內家具陳設講究，戶外寬敞月臺為帝后賞景、焚香、祈禱之所。夜晚於宮中燒香燃燭，香煙繚繞可以上達天庭，以此祝禱皇帝聖壽無疆之儀禮。準確表現出宋代官式建築風格特點，為皇家園林與造園技術提供寶貴的參考資料。畫上署款僅餘「臣李」二字，以畫風論，應是李嵩（約活動於1170－1255)所作。 | （页面存档备份，存于） |
| 宋吳琚七言絕句軸                                                                                        |       | 2011年4月22日  | 吳琚（活動於十二世紀後半)，開封人。他的父親吳益是南宋高宗吳皇后之弟。雖是外戚權貴之後，卻並不自驕，詩文書法俱佳。 此幅七言絕句書自蔡襄詩，是少見的宋代掛軸書蹟。吳字挺拔俊秀，結體和姿態都宗米芾，但是和北宋書家筆筆送到的工夫相較，吳琚的運筆快速強勁、行筆不時出現飛白，顯示南宋書家對上下呼應與整體氣勢追求，甚於每一字的精工與錘鍊。吳琚書法私淑自米元章，而挺拔峻峭，猶有過之，是南宋初年重要書法家之一。此幅七言絕句書自蔡襄詩〈訪陳處士不遇〉，是迄今存世最早以掛軸形式呈現的書蹟，在書法作品的表現形式上，具有劃時代的歷史意義。 | （页面存档备份，存于） |
| 宋賈師古巖關古寺（名繪集珍冊2)                                                                          |       | 2011年4月22日  | 款署「賈師古」惟其人不見於南宋畫史記載。本幅左側畫山岩疊峙，環山崖一側寫寺觀樓閣。右側為平坦地面，上以簡略筆墨寫二行旅人。後有淡墨擦染遠山輪廓。全幅筆法短促、用墨醇厚，部份石面除有筆墨皴點之外，間以青綠寫成鬱鬱草叢。畫幅下緣山石似李唐傳統，屬南宋前期山水畫風。本幅具有賈師古簽款，畫中皴石筆法短促，用墨醇厚，畫幅下緣山石分塊延續李唐風格。邊角構圖，虛實相映，是南宋延續李唐風格並發展出南宋繪畫特色的重要作品。 | （页面存档备份，存于） |
| 馮大有太液荷風（宋元集繪冊09)                                                                           |       | 2011年4月22日  | 此團扇將近三分之二幅面，畫著自水面長出高低參差的荷葉，上方留白表現天空，有一飛燕與一雙蝴蝶舞動其間。下方繪有水面，三對水禽穿梭其中，水面還滿佈大小浮萍，顯得生趣盎然。荷葉以精細筆法描繪葉脈文理，也藉線條表現葉緣的翻轉，再又透過深淺綠色處理荷葉之正背，使得畫中荷葉姿態變化豐富，具兩宋之間的空間表現概念。此景雖未畫殘荷，但繪有荷花花瓣飄落水面，可比為初秋景象。此幅筆法精細，設色典雅，是南宋寫實風格的佳作，又對幅有宋高宗題七言詩，詩書畫皆佳。 | （页面存档备份，存于） |
| 梁楷潑墨仙人（名畫琳瑯冊02)                                                                             |       | 2011年4月22日  | 梁楷，生卒年不詳，山東東平人，寓居錢塘（今浙江杭州)。嘉泰年間（1201-1204)任畫院待詔，賜金帶，不受，掛帶而去。此幀畫一位彳亍瞇笑的仙人，額禿髮短，五官攢集在臉部的下方，身材肥胖，坦胸露腹，步履蹣跚。全作除頭部外形及五官用細線鈎描外，衣裙則以淋漓的水墨寫之，縱筆揮灑，草草數筆即將仙人爛醉如泥、醉眼朦朧的情態一表無遺。根據梁楷傳世的畫作，他的畫風可分為細緻工筆和減筆寫意兩大類。本作屬於後者，這類作品被宋代來華的日僧帶回日本後，對日本禪畫產生了巨大的影響。梁楷的畫風可分為細緻工筆和減筆寫意兩大類。本作屬於後者，這類作品被宋代來華的日僧帶回日本後，對日本禪畫產生了巨大的影響。唯在梁楷這類的畫作極為罕見，故極為珍貴。 | （页面存档备份，存于） |
| 宋馬遠倚雲仙杏（名賢妙蹟冊4)                                                                            |       | 2011年4月22日  | 款臣馬遠畫，折枝構圖簡潔，工筆設色。楊皇后（1162-1233)小楷書「迎風呈巧媚，浥露逞紅妍」詩句，書風秀雅。鈐「坤」、「楊姓翰墨」二印，畫應作於寧宗嘉泰二年（1202)楊氏被立為皇后之後。杏花由含苞、盛開至凋落，顏色由紅轉淡，花落時純白。此幅杏枝由左下斜上舒展，花瓣敷染白色、部分亦染淡紅，使花瓣呈白中透紅，而花苞為粉紅，花蕾為紅色。呈現杏花含苞待放至盛開之際，顯現畫家細膩觀察與掌握。此作有馬遠款，並有楊皇后楷書詩句及坤卦印和楊姓翰墨鈐印，是楊皇后被立后後的宮廷畫家作品，具有重要歷史意義。書風、畫風皆秀雅細膩，不僅具藝術性，且為詩畫重要例作。 | （页面存档备份，存于） |
| 無款桃花（歷代集繪冊08)                                                                                 |       | 2011年4月22日  | 寫生桃花一枝。上題：「千年傳得種，二月始敷華。」鈐「坤卦」印、「楊姓翰墨」，由鈐印及書法，知為楊皇后（1162-1233)題。既鈐坤卦印，畫應作於1202年楊氏被立為皇后之後。畫無款，與馬遠〈倚雲仙杏〉尺幅、構圖相近，畫風技法更近馬麟傳世作品，被推定為馬麟作。品賞桃花為宮中盛事，宮苑中觀桃處名為「桃源」。題詩引用仙桃樹三千年才結一實的典故，強調桃花的出塵與珍貴。畫中桃花勾勒靈活生動，設色敷染細膩，流露超凡氣質。作品上有寧宗后楊皇后題詩，詩畫合一，桃花以工筆設色技法細膩表現。書法為楊皇后珍貴的早期作品，畫作推測為馬麟作。 | （页面存档备份，存于） |
| 宋人岷山晴雪軸                                                                                          |       | 2011年4月22日  | 畫中山石以轉折劇烈的筆墨描寫輪廓，再以濃淡層次豐富的染暈處理質面，此與郭熙〈早春圖〉相近。部份用筆與金代山水相近，此畫所顯示的後郭熙風格顯然已跨越政治疆域之限，堪稱北宋大觀式山水於十三世紀的再興。 筆墨與山石造型為郭熙風格之延續。具時代特色，是李郭畫風於北方的代表。具有特殊之時代特色及風格，品質精良且數量稀少。 | （页面存档备份，存于） |
| 夏禹王立像                                                                                              |       | 2011年4月22日  | 淳祐元年（1241)理宗（1205-1264)至太學，作〈道統十三贊〉，後命馬麟（活動於1195-1264)繪成圖像，藉以彰顯其道統與政統合一的政治理念。惟今僅存其中的五幅，合稱「道統五像」。其中〈伏羲像〉署有馬麟款，餘四幅則無，但五像風格接近，且上方均有宋理宗親筆題贊，明顯同出一人所繪。本幅中禹的形象，姿貌偉岸，行筆雄健挺勁，致讓帝王端嚴的意態，儼然躍乎楮素，誠為馬麟巨幅立軸中的悉力偉構。本幅人物形象偉岸，行筆雄健挺勁，致讓大禹端嚴的意態，儼然躍乎楮素，誠為馬麟巨幅立軸中的代表力作。 | （页面存档备份，存于） |
| 宋閻次平松磴精廬（名繪集珍冊6)                                                                          |       | 2011年4月22日  | 畫右款署閻次平。畫右繪一處山岩磯岸，岸際松樹繁盛，側有環山屋舍。蜿蜒向上山徑可見石蹬二，松樹四株聳峙，環繞另一處建築。畫不見人蹤，卻一再流露可茲暢遊觀覽之意，畫面安排頗具詩情效果。此畫山石經墨筆皴擦凹凸，再有青綠敷染塊面，與〈奇峰萬木〉技巧相承，皆自李唐風格發展而成。 本幅具有閻次平簽款，是存世閻次平重要作品。畫中山石墨筆皴擦凹凸，再以青綠敷染塊面，為南宋延續李唐風格並發展出南宋繪畫特色的重要作品。 | （页面存档备份，存于） |
| 宋馬麟靜聽松風圖軸                                                                                      |       | 2011年4月22日  | 理宗書「靜聽松風」，下鈐「丙午」、「御書」二璽，左下鈐「緝熙殿寶」印，成畫年代下限為淳祐六年（1246)。前景高士戴冠覆紗，左腳半跏，右腳舒展，胸部微袒，右手輕執衣帶，一拂塵置於地。高士凝神諦聽，松葉、藤蘿等都隨風勢翻飛，松濤聲在蜿蜒水流和遠景山峰圍繞的空間迴盪。清高宗認為畫中人物為「特愛松風，每聞其響，欣然為樂」的梁朝陶弘景。亦有學者比對理宗肖像，認為此畫呈現理宗愛松形象。馬麟是理宗朝重要宮廷畫家，此畫有理宗題字及御璽，為馬麟依帝王命題的重要作品。 不僅繪歷史人物典故，並融入帝王形象，為馬麟重要的巨幅山水人物畫。 | （页面存档备份，存于） |
| 郭忠恕宮中行樂（宋人合璧畫冊01)                                                                         |       | 2011年4月22日  | 畫右款署「閻次平」。畫右繪一處山岩磯岸，岸際松樹繁盛，側有環山屋舍。蜿蜒向上山徑可見石蹬二，松樹四株聳峙，環繞另一處建築。畫不見人蹤，卻一再流露可茲暢遊觀覽之意，畫面安排頗具詩情效果。此畫山石經墨筆皴擦凹凸，再有青綠敷染塊面，與〈奇峰萬木〉技巧相承，皆自李唐風格發展而成。本幅具有閻次平簽款，是存世閻次平重要作品。畫中山石墨筆皴擦凹凸，再以青綠敷染塊面，為南宋延續李唐風格並發展出南宋繪畫特色的重要作品。 | （页面存档备份，存于） |
| 無款柳塘呼犢（紈扇畫冊16)                                                                               |       | 2011年4月22日  | 此幅畫柳堤旁，一老者與水牛呼喚、對望，交織出動人的旋律。畫中不管是樹幹、柳葉、人物或是牛隻的畫法皆寫實細膩，如以淡墨加汁綠皴染，再以濃墨勾勒，層次繁複而分明，樹幹以濃墨皴擦勾勒，表現老樹枒槎蒼勁的面貌，牛隻畫法更具立體，尤其以勁挺細筆絲出牛毛，細緻寫實，皆具南宋畫院典型風格。此幅構圖簡單，近似南宋半邊一角的構圖，以近景特寫呈現，然卻在留白的空間中，營造出深遠廣闊的空間，可說是南宋風俗畫甚至是小品人物畫精采之作。 | （页面存档备份，存于） |
| 馬麟芳春雨霽（名繪集珍冊14)                                                                             |       | 2011年4月22日  | 馬麟為馬遠之子，為寧宗（1195-1224在位)、理宗（1125-1264在位)朝宮廷畫家。畫上寧宗題字，旁鈐楊皇后坤卦印。畫早春時節雨後初晴，江邊竹枝疏樹斜倚，紅花點點，群鴨戲水。取景與北宋蘇軾「春江水暖鴨先知」詩句相合，為詩畫結合例子。前景水鴨靈活小巧，或浮或潛。杏林煙嵐迷濛，紅花隱現，反映出宮廷對花卉的細膩品賞。中景水岸延伸推移，清潤墨色及細膩暈染，營造出林間幽遠的空間感。畫樹承襲馬遠拖枝顫筆技法，並表現姿態橫生樹椏，引導觀者欣賞物象造型和筆墨趣味。 此作為馬麟優秀詩畫作品，不僅能傳達蘇軾詩作意境，並能結合南宋皇室對於花卉的細膩品賞，呈現南宋特殊的文化氛圍。 | （页面存档备份，存于） |
| 燕文貴奇峰萬木（宋人合璧畫冊02)                                                                         |       | 2011年4月22日  | 此畫恰可視為〈萬壑松風〉與〈江山小景〉之間的轉折點。三組山體巧妙呼應，又有留白的雲霧加以襯托，畫面尺幅雖小卻別具遠眺遼闊效果。但實與李唐風格相近。對山石的掌握，與李唐表現相近。與李唐風格表現相關，具南宋初期特色。具有重要藝術價值。 | （页面存档备份，存于） |
| 宋蕭照畫山腰樓觀軸                                                                                      |       | 2011年4月22日  | 蕭照（約活動於1130－1160)此畫山體構成由北宋大觀式山水發展而成，又與李唐〈萬壑松風圖〉講究物象豐厚的近觀山水相近，藉堅實岩塊、迷茫遠山，營造出實、虛相對的景緻。蕭照傳世畫作極少見，本幅有蕭照款，為典型代表作。具有特殊之時代特色及風格。 | （页面存档备份，存于） |
| 宋武元直赤壁圖卷                                                                                        |       | 2011年4月22日  | 武元直（約活動於1149至1189)字善夫，號廣漠道人，以繪畫著稱於金代。此件手卷以蘇軾赤壁賦為母題，已見表現文學內涵的取向；筆墨技法亦不主於一家之學，不以模仿為能事。目前本院所藏赤壁圖中，以此幅時代最早，是追溯赤壁賦入畫不可忽略之作。金朝繪畫深受北宋的影響，從主題內涵到筆墨技法，其間的關連在在可見。畫中主體山石的皴法從斧劈皴蛻變而出，顯現北方民族涵融轉化的智慧。此幅手卷業經學者考訂為金朝畫作，卷後長跋與畫作亦屬原裝，透露宋金文化交流，蘇學在北方的影響力深厚無比。 | （页面存档备份，存于） |
| 宋馬遠華燈侍宴圖軸                                                                                      |       | 2011年4月22日  | 早春薄霧松樹梅枝若隱若現，殿閣裡燈火通明，室內擺設紅帳、座屏及長桌，幾位官員拱手作揖，旁有捧金壺、杯盤女侍，殿外廣場上樂舞宮女翩翩起舞。從其建築形制來看，描繪地點應是南宋皇城宮室所在地。馬遠（活動於1119－1224)光、寧宗朝宮廷畫師，常為寧宗皇后楊妹子的詩文配圖。由畫上題詩內容，可知描寫正月上元燈節晚宴遊樂的情景。楊皇后字體端莊肥美，屬於晚期風格。〈華燈侍宴圖〉南宋寧宗楊皇后所題的一首長詩，長詩內容描寫晚宴的情形，畫家以其畫筆讓觀畫者從遠處隱約窺見殿中人物的活動。馬遠是南宋院體畫山水的代表人物，此軸也是山水畫中少有描寫燈光的畫作。 | （页面存档备份，存于） |
| 馬麟暗香疏影（歷朝畫幅集冊03)                                                                           |       | 2011年4月22日  | 本幅無款，舊籤題標名馬麟暗香踈影。畫中白梅花萼染石綠、胭脂，符合范成大（1126-1193)《梅譜》「綠萼梅」所述「吳下又有一種，萼亦微緑，四邊猶淺絳，亦自難得。」畫面融合北宋詩人林逋（968-1028)「疏影橫斜水清淺，暗香浮動月黃昏」詩意。攲斜梅枝與稀疏竹影掩映，自右向左斜出，轉折角度細膩優雅，背景空無一物。水面倒映梅枝與竹葉，亦隱約可見白色花苞與綠色花萼。不畫月卻表現月下梅影，份外清雅。為馬麟重要詩畫作品，畫技細膩優雅。不僅呈現北宋詩人林逋詩意，同時結合了南宋宮廷對於梅花的品賞。 | （页面存档备份，存于） |
| 宋高宗坐像                                                                                              |       | 2011年4月22日  | 宋室南渡後，高宗趙構（1107-1187)積極招攬畫人，重建宮廷畫院，並致力於蒐求散佚書畫，致使南宋的藝文活動得以迅速振興並續作發展。 本幅畫高宗頭戴烏紗展腳幞頭，身著朱紅袍服。相貌溫文儒雅，雙目炯炯有神。此像在保存過程中，曾經遭受嚴重傷損，清代重加裝池時，將原本破損的背景移除，易以另絹，並用色粉調墨罩染，雖然色澤參差不勻，所幸實景部分猶能看出原畫大致的面貌。本幅為傳世極為罕見的南宋肖像畫作品，反映了當時畫家卓絕的寫實功力，以精緻的筆墨、細膩的敷色，真實地呈現宮中禮制。 畫中人物的容貌以及妝扮和服飾上的特色，是研究歷史和服飾史的重要依據。 本件為南薰殿舊藏， | （页面存档备份，存于） |
| 宋陳居中文姬歸漢圖軸                                                                                    |       | 2011年4月22日  | 本幅無作者款印，舊傳為陳居中（12-13世紀間)所繪。此一題材在南宋初屢可見及，原因是北宋滅亡時，徽、欽二宗一干后妃們，均遭金人所挾持。情況和蔡文姬（162-229)當年的際遇，頗有侔合處。描繪文姬歸漢故事，藉扥古以喻今，正好呼應了南宋朝野祈盼皇帝歸來的心情。本件雖無具體證據是陳居中親筆，但畫中人物，均穿著宋、金服飾，且符合宋代的寫實風格，推定應出自南宋時期院畫家的精謹之作。 | （页面存档备份，存于） |
| 宋夏圭（珪)觀瀑圖（名繪集珍冊13)                                                                        |       | 2011年4月22日  | 夏珪（活動於1180－1230年前後)，字禹玉，浙江錢塘（杭州)人，為南宋中期的宮廷畫家。構圖常取半邊，人稱「夏半邊」，與馬遠齊名，並稱「馬夏」。此幅描寫雅士二人，坐在松下瓦亭中觀賞瀑布，僕奴一名隨侍在旁。兩株蒼松立於亭前，為整幅畫增添了一番古意，遠景峰巒只以簡單的筆意描繪，籠罩在煙雨迷濛的水氣中。整體構圖層次分明，不論虛實、疏密、遠近、開合之對應，均明顯呈現。右方山石上有「夏珪」兩字款。 | （页面存档备份，存于） |
| 宋人松泉磐石軸                                                                                          |       | 2011年4月22日  | 此畫繪水泉松石近景。雙松聳立於右側磐石之上，一前一後皆以嶙峋扭曲枝幹鋪張於天際；下方左側石塊層疊之間，另有扭結枯木磐根長出，成為近景處的重要焦點。屬於南宋或金代的松石畫作代表。松石表現是李郭松石畫風的宋後期或金代作品。具有特殊之時代特色及風格。品質精良且數量稀少。 | （页面存档备份，存于） |
| 宋李嵩月夜看潮圖(紈扇畫冊01)                                                                            |       | 2011年4月22日  | 圖繪中秋夜觀賞錢塘江潮的情景，華美單檐歇山兩層閣樓矗立右方，上層四周通透無壁，適合遠眺賞景。保護山牆的木構件－博風板、懸魚、惹草，皆以描金鉤點繪製精細。臨江樓閣有寬大月臺及曲折迴廊，庭院裡點綴著疊石假山和棕櫚。都城臨安附近風景優美的錢塘江和西湖，當時興建宮室樓閣與庭園擇址，常自然景觀置於重要位置。畫上有楊皇后題寫東坡〈八月十五看潮〉詩句，並鈐「坤卦」方印。 | （页面存档备份，存于） |
| 宋李唐炙艾圖                                                                                            |       | 2011年4月22日  | 此幅畫行腳醫生治病情形。午後村莊圍牆外，楊柳遮蔽了半邊天，樹下圍著一群人，病人齜牙咧嘴痛苦難耐，原來背上長了膿瘡，醫生正設法以炙艾法將其膿引出。燒艾是一種用薑和艾草在患部炙燒的古老醫療技術，由於在背部引火炙燒是非常痛的，因此只好由妻子緊緊抓住丈夫掙扎的手，給予支撐。這幕鄉間小景，在畫家巧妙的安排下，構成生動而有趣的畫面，每個人物皆有出色的演出。李唐的活動時期貫穿了南北宋，畫法影響後世甚大，用筆較勁挺剛硬，擅用生動的筆觸描繪不同的物象，筆藝精湛。〈炙艾圖〉雖承襲宋代寫實風格，然用筆較為呆滯，人物衣紋描法亦屬晚期之作，應非李唐之作，即使是如此，〈炙艾圖〉在用筆用色仍承襲宋代寫實風格，是南宋院畫中寫實風俗畫中之傑作。 | （页面存档备份，存于） |
| 馬和之古木流泉（歷朝名繪冊05)                                                                           |       | 2011年4月22日  | | （页面存档备份，存于） |
| 元張雨題倪瓚像卷                                                                                        |       | 2011年9月19日  | 書齋之中，文士坐於榻上，後有山水屏風一座，兩側有男女侍者各一人。畫中主人身著道服，右腳屈放、左腳支起，右手執筆靠在支座上，左手持紙，如執筆寫字模樣。此為佛教人物維摩詰居士常見姿勢，宋代士人借以塑造個人形象。畫中屏風與倪瓚山水樣式相近，據張雨題贊，知此為倪瓚像。張雨題贊從外在形象直透其內在神氣，與畫像恰可參照。張雨、倪瓚與黃公望同為道友， 張雨亦曾題黃公望小像 。畫卷人像的表現十分具代表性，可用以掌握文人肖像畫傳統之發展，為倪瓚畫像之最佳者，並對倪瓚潔癖之習性，幽默表達而附張雨跋，具有無可替代之價值。 | （页面存档备份，存于） |
| 元趙孟頫鵲華秋色卷                                                                                      |       | 2011年9月19日  | | （页面存档备份，存于） |
| 五代南唐巨然蕭翼賺蘭亭圖軸                                                                              |       | 2011年9月19日  | 巨然活動於十世紀後半，南唐鍾陵人，隨李後主北上汴京而畫名大盛。畫上鈐元順帝鑒藏印「宣文閣寶」，屬元人所認識的巨然風格之一。畫作描繪群峰高低環繞山間谷地，明人推測此為唐人巧取〈蘭亭序〉真跡的故事。畫中叢樹枝幹多簡樸線條，兩側再加墨點。不論是高低相倚的山峰，或河岸水際，皆有大小圓弧石塊一再出現。此類江南風格的重要母題，因黃公望等元代後續者運用，遂成重要古代典範 。畫作描繪群峰高低環繞山間谷地，明人推測此為唐人巧取〈蘭亭序〉真蹟的故事。畫中叢樹枝幹多簡樸線條，兩側再加墨點。不論是高低相倚的山峰，或河岸水際，皆有大小圓弧石塊一再出現。此類江南風格的重要母題，因黃公望等元代後續者運用，遂成重要古代典範 。傳世巨然作品中，此件屬於最能保存巨然面貌之作，是北宋前期山水畫風的重要代表作，具有畫史意義。 | （页面存档备份，存于） |
| 五代南唐董源龍宿郊民圖軸                                                                                |       | 2011年9月19日  | 此件〈龍宿郊民〉正與元代流傳之董源山水面貌相關。董源活動於十世紀，南唐鍾陵人，所畫山水分水墨與著色兩類。畫作採俯瞰角度，山體造型渾圓，山際樹叢繁茂，呈現山水蓬勃生機。畫中活動或說是夏日祈雨或稱迎神，仍難論斷。此畫近景樹林型態，與元代描繪董源風格的手法相近，雖難上推為宋人之製，但應是趙孟頫所見的董源設色山水面貌的延伸產物。此件畫作以層疊的渾圓山體為主，皴染簡練，僅於山石交界部分略加筆墨，更點出此一雪霽山景的溫潤明朗。屬於曹知白畫風，代表元代李郭傳統的新成就。此外，又有黃公望題識，除有畫史重要性之外，也具有歷史價值。 | （页面存档备份，存于） |
| 元黃公望九珠峰翠圖軸                                                                                    |       | 2011年9月19日  | 〈富春山居圖〉（無用師卷)由六紙接成，長逾六公尺，第一紙前有殘補痕跡。明末曾經火厄，裁裂前段部份現由浙江省博物館藏。黃公望在至正七年（1347)偕道友鄭無用回到富春，歷三、四年作成此卷。畫卷筆墨堆疊層出，山石鉤勒皴染變化多樣。全卷山體從渾圓迫近、層疊後偃，平緩坡岸乃至聳峙山峰，具豐富的山水型態。此畫卷不僅是富春的隱居景致，更是黃公望探索自然造化後的理想山水形象。 此一長卷為黃公望重要代表作品，卷長超過六公尺，畫卷筆墨堆疊層出，山石鉤勒皴染變化多樣。全卷山體從渾圓迫近、層疊後偃，平緩坡岸乃至聳峙山峰，具豐富的山水型態。對後世影響甚大，不僅是畫史上關鍵作品，更同時具有藝術價值與歷史意義。 | （页面存档备份，存于） |
| 元黃公望富春山居圖卷（無用師卷)                                                                         |       | 2011年11月30日 | 〈富春山居圖〉（無用師卷)由六紙接成，長逾六公尺，第一紙前有殘補痕跡。明末曾經火厄，裁裂前段部份現由浙江省博物館藏。黃公望在至正七年（1347)偕道友鄭無用回到富春，歷三、四年作成此卷。畫卷筆墨堆疊層出，山石鉤勒皴染變化多樣。全卷山體從渾圓迫近、層疊後偃，平緩坡岸乃至聳峙山峰，具豐富的山水型態。此畫卷不僅是富春的隱居景致，更是黃公望探索自然造化後的理想山水形象。 此一長卷為黃公望重要代表作品，卷長超過六公尺，畫卷筆墨堆疊層出，山石鉤勒皴染變化多樣。全卷山體從渾圓迫近、層疊後偃，平緩坡岸乃至聳峙山峰，具豐富的山水型態。對後世影響甚大，不僅是畫史上關鍵作品，更同時具有藝術價值與歷史意義。 | （页面存档备份，存于） |
| 明文伯仁方壺圖軸                                                                                        |       | 2011年11月30日 | | （页面存档备份，存于） |
| 宋馬麟三官出巡圖軸                                                                                      |       | 2011年11月30日 | 這是一軸充滿動感的畫作，滿佈著各式人物與鬼怪神祇。畫面空間安排巧妙，藉著雲氣的穿插安排，將畫面的上、中、下三段連接為一個完整山水空間。畫中主要人物為三位頭戴冠冕、身穿官服者，為道教所稱「三官」（天官、地官、水官)分別掌理天、地、水三界。本畫將三官合於同畫面中，屬元明之際作風。畫面同時描繪三官形象，又整合於一山水空間內。難得之道教三官圖巨大且水準佳。 | （页面存档备份，存于） |
| 伏羲坐像                                                                                                |       | 2011年11月30日 | | （页面存档备份，存于） |
| 元吳鎮雙松圖軸                                                                                          |       | 2012年3月26日  | 吳鎮（1280－1354)，浙江嘉興人。工詩文，善草書，畫作多寫墨竹或漁隱的理想山水，與黃公望、倪瓚、王蒙合稱為「元四大家」。此作成畫於泰定五年（1328)春，畫平遠的空間中兩株既纏繞又分立的挺勁古木，筆法保存李郭畫派傳統，惟由樹幹節理與枝葉形貌判斷，所繪應是檜樹；樹後溪流蜿蜒，房舍沿岸錯落而置，淡墨渲染坡陀，遠近層次分明，全作筆力雄勁，墨氣淋漓，穩重的風格中呈現平淡的韻致。此作成畫於泰定五年（1328)春，畫平遠的空間中兩株既纏繞又分立的挺勁古木，筆法保存李郭畫派傳統。此為吳鎮傳世畫蹟中，最早署有年款的一件作品，為研究吳鎮繪畫發展、吳與道教關係以及李郭派傳統在元代影響力的重要資料。具有特殊藝術造詣，品質精良且數量特別稀少。 | （页面存档备份，存于） |
| 宋人翠竹翎毛軸                                                                                          |       | 2012年3月26日  | | （页面存档备份，存于） |
| 宋徽宗文會圖軸                                                                                          |       | 2012年3月26日  | 此作應為徽宗朝畫院的精工之作。由畫幅上端兩側宋徽宗及蔡京題跋，可推測畫中圖像應與唐十八學士〈登瀛州圖〉相關。畫中描繪一群文士在池畔園苑中飲宴的情景。每邊約可容納三、四位賓客的偌大黑色方形漆案，擺置在樹下。案上成組餐具與果食佔滿桌面。近景處另有一群僮僕在小桌上備茶。人物均神情雅俊、眉清目秀，器用、園景描繪細緻講究。 | （页面存档备份，存于） |
| 五代梁趙喦八達春遊圖軸                                                                                  |       | 2012年3月26日  | | （页面存档备份，存于） |
| 唐人宮樂圖軸                                                                                            |       | 2012年3月26日  | 本幅描繪後宮女眷十人，圍坐於長方大桌的四周，有的飲茶，也有人正在行酒令；上方的四人，分別吹彈胡笳（篳篥)、琵琶、古箏與笙，替這一場宴飲的人助興。左方另有一站立的侍女，手握拍板，敲打著節奏。 畫上雖無作者名款，但人物各箇體態豐腴，髮髻衣飾的畫法，亦皆符合唐代女性的審美風尚。由於幅面的格局短窄，推測原本可能是中晚唐時期宮中使用的裝飾屏風，後來才被改裝成掛軸形式。〈宮樂圖〉是院藏早期作品中，年代超過千載，也最能呈現晚唐宮廷女性形象的優秀名蹟。推測應出自張萱（八世紀前半)、周昉（約730－800頃)風格影響的畫家之手。儘管時序已相隔一千餘年，絹底也呈現了多處破損，然而畫面的色澤卻依舊十分亮麗，就連衣裳上花紋的細膩變化，猶能清晰辨認，充分印證了唐代工筆重彩一格的高超成就。具特殊的時代特色，品質精良且數量特別稀少。 | （页面存档备份，存于） |
| 明文徵明江南春圖軸                                                                                      |       | 2012年3月26日  | | （页面存档备份，存于） |
| 宋李公麟畫麗人行卷                                                                                      |       | 2012年3月26日  | 這幅畫，是根據杜甫（西元七一二-七七○年)所寫的樂府古詩「麗人行」而訂名。內容描寫楊貴妃的姊姊虢國夫人等一行共九人，在初春時節騎馬出遊的情景。北宋末年，畫院曾有「摹張萱虢國夫人遊春圖」，與本畫的構圖十分近似，後人可能因為李公麟（一○四九-一一○六)擅長人馬題材，就認定「麗人行」是他的仿古作品。實際上，此畫完成的時間，應當在南宋以後。 | （页面存档备份，存于） |
| 元方從義高高亭圖軸                                                                                      |       | 2012年3月26日  | | （页面存档备份，存于） |
| 唐閻立本畫蕭翼賺蘭亭圖卷                                                                                |       | 2012年3月26日  | 此幅取材自唐代的歷史故實，描寫監察御史蕭翼奉唐太宗之命，巧取辯才和尚手中的王羲之書法名品─〈蘭亭序〉事蹟。畫家利用人物豐富的肢體語言，呈現這一幕鬥智的精采過程。三人成一個品字形，人物造形寫實，背景空白，烘染出一種古老的氣氛。此作是宋代摹本，雖非閻立本所作，但保留著唐代古風，從中或可推測閻立本蕭翼賺蘭亭圖的原貌。具有特殊之時代特色，具有特殊藝術價值。 | （页面存档备份，存于） |
| 元唐棣霜浦歸漁圖軸                                                                                      |       | 2012年3月26日  | | （页面存档备份，存于） |
| 宋人畫秋塘雙雁軸                                                                                        |       | 2012年3月26日  | | （页面存档备份，存于） |
| 宋人寒林待渡軸                                                                                          |       | 2012年3月26日  | | （页面存档备份，存于） |
| 宋范寬秋林飛瀑軸                                                                                        |       | 2012年3月26日  | | （页面存档备份，存于） |
| 文徵明書醉翁亭記軸                                                                                      |       | 2012年3月26日  | | （页面存档备份，存于） |
| 鮮于樞書透光古鏡歌冊                                                                                    |       | 2012年3月26日  | | （页面存档备份，存于） |
| 宋四家墨寶冊                                                                                            |       | 2012年3月26日  | | （页面存档备份，存于） |
| 顏真卿祭姪文稿卷                                                                                        |       | 2012年3月26日  | | （页面存档备份，存于） |
| 明陳洪綬喬松仙壽圖軸                                                                                    |       | 2012年3月26日  | | （页面存档备份，存于） |
| 明董其昌夏木垂陰圖軸                                                                                    |       | 2012年3月26日  | | （页面存档备份，存于） |
| 明唐寅畫山路松聲軸                                                                                      |       | 2012年3月26日  | | （页面存档备份，存于） |
| 明戴進春酣圖軸                                                                                          |       | 2012年3月26日  | | （页面存档备份，存于） |
| 明仇英漢宮春曉卷                                                                                        |       | 2012年3月26日  | | （页面存档备份，存于） |
| 元方從義神嶽瓊林圖軸                                                                                    |       | 2012年3月26日  | | （页面存档备份，存于） |
| 五代南唐巨然層巖叢樹圖軸                                                                                |       | 2012年3月26日  | | （页面存档备份，存于） |
| 宋徽宗蠟梅山禽軸                                                                                        |       | 2012年3月26日  | | （页面存档备份，存于） |
| 宋黃居寀山鷓棘雀圖軸                                                                                    |       | 2012年3月26日  | | （页面存档备份，存于） |
| 宋文同墨竹軸                                                                                            |       | 2012年3月26日  | | （页面存档备份，存于） |
| 趙孟頫書趵突泉詩卷                                                                                      |       | 2012年3月26日  | | （页面存档备份，存于） |
| 米芾蜀素帖卷                                                                                            |       | 2012年3月26日  | | （页面存档备份，存于） |
| 黃庭堅書寒山子龐居士詩卷                                                                                |       | 2012年3月26日  | | （页面存档备份，存于） |
| 王羲之平安何如奉橘三帖卷                                                                                |       | 2012年3月26日  | | （页面存档备份，存于） |
| 懷素自敘帖卷                                                                                            |       | 2012年3月26日  | | （页面存档备份，存于） |
| 宋徽宗池塘秋晚圖卷                                                                                      |       | 2012年3月26日  | | （页面存档备份，存于） |
| 元趙雍駿馬圖軸                                                                                          |       | 2012年3月26日  | | （页面存档备份，存于） |
| 元趙雍駿馬圖軸                                                                                          |       | 2012年3月26日  | | （页面存档备份，存于） |
| 元趙雍駿馬圖軸                                                                                          |       | 2012年3月26日  | | （页面存档备份，存于） |
| 宋崔白雙喜圖軸                                                                                          |       | 2012年3月26日  | | （页面存档备份，存于） |
| 宋錢選桃枝松鼠卷                                                                                        |       | 2012年3月26日  | | （页面存档备份，存于） |
| 五代南唐趙幹江行初雪圖卷                                                                                |       | 2012年3月26日  | | （页面存档备份，存于） |
| 元劉貫道畫元世祖出獵圖軸                                                                                |       | 2012年3月26日  | | （页面存档备份，存于） |
| 宋范寬臨流獨坐圖軸                                                                                      |       | 2012年3月26日  | | （页面存档备份，存于） |
| 五代人丹楓呦鹿圖軸                                                                                      |       | 2012年3月26日  | | （页面存档备份，存于） |
| 唐人明皇幸蜀圖軸                                                                                        |       | 2012年3月26日  | | （页面存档备份，存于） |
| 元吳鎮墨竹譜冊                                                                                          |       | 2012年3月26日  | | （页面存档备份，存于） |
| 元趙雍採菱圖軸                                                                                          |       | 2012年3月26日  | | （页面存档备份，存于） |
| 宋人富貴花狸軸                                                                                          |       | 2012年3月26日  | | （页面存档备份，存于） |
| 宋時大理國描工張勝溫畫梵像卷                                                                            |       | 2012年3月26日  | | （页面存档备份，存于） |
| 宋黃庭堅自書松風閣詩卷                                                                                  |       | 2012年3月26日  | | （页面存档备份，存于） |
| 宋蘇軾書黃州寒食詩卷                                                                                    |       | 2012年3月26日  | | （页面存档备份，存于） |
| 宋徽宗詩帖卷                                                                                            |       | 2012年3月26日  | | （页面存档备份，存于） |
| 晉王羲之快雪時晴帖冊                                                                                    |       | 2012年3月26日  | | （页面存档备份，存于） |
| 唐玄宗鶺鴒頌卷                                                                                          |       | 2012年3月26日  | | （页面存档备份，存于） |
| 唐孫過庭書譜卷                                                                                          |       | 2012年3月26日  | | （页面存档备份，存于） |
| 宋李唐萬壑松風圖軸                                                                                      |       | 2012年3月26日  | | （页面存档备份，存于） |
| 宋郭熙早春圖軸                                                                                          |       | 2012年3月26日  | | （页面存档备份，存于） |
| 宋范寬谿山行旅圖軸                                                                                      |       | 2012年3月26日  | | （页面存档备份，存于） |
| 五代南唐董源洞天山堂軸                                                                                  |       | 2012年3月26日  | | （页面存档备份，存于） |
| 元王振鵬龍舟圖                                                                                          |       | 2012年10月29日 | | （页面存档备份，存于） |
| 五代董源江堤晚景軸                                                                                      |       | 2012年10月29日 | | （页面存档备份，存于） |
| 嘉量 |       | 2012年11月12日 | | （页面存档备份，存于） |
| 雙龍紋簋                                                                                                |       | 2012年11月12日 | | （页面存档备份，存于） |
| 亞醜方簋                                                                                                |       | 2012年11月12日 | | （页面存档备份，存于） |
| 宗周鐘                                                                                                  |       | 2012年11月12日 | | （页面存档备份，存于） |
| 散盤 |       | 2012年11月12日 | | （页面存档备份，存于） |
| 頌壺 |       | 2012年11月12日 | | （页面存档备份，存于） |
| 蟠龍紋盤                                                                                                |       | 2012年11月12日 | | （页面存档备份，存于） |
| 毛公鼎                                                                                                  |       | 2012年11月12日 | 宣王時代的毛公鼎，器口一道大圈小圈交替的重環紋，紋飾雖較單調、粗獷，卻有舒朗之致。銘文32行500字，是目前所知銘文最長的一件銅器。內容分七段，大意為周宣王即位之初，亟思振興朝政，乃請叔父毛公為其治理國家內外的大小政務，並飭勤公無私，最後頒贈命服厚賜，毛公因而鑄鼎傳示子孫永寶。賞賜之盛，為目前金文所見最高等級。 | （页面存档备份，存于） |
| 宋四家真蹟冊                                                                                            |       | 2013年1月28日  | | （页面存档备份，存于） |
| 元人雜書卷                                                                                              |       | 2013年1月28日  | | （页面存档备份，存于） |
| 明吳彬畫羅漢                                                                                            |       | 2013年6月13日  | | （页面存档备份，存于） |
| 元代后半身像冊                                                                                          |       | 2013年6月13日  | | （页面存档备份，存于） |
| 元代帝半身像冊                                                                                          |       | 2013年6月13日  | | （页面存档备份，存于） |
| 宋郭忠恕雪霽江行圖軸                                                                                    |       | 2013年6月13日  | | （页面存档备份，存于） |
| 明祝允明雜書詩帖卷                                                                                      |       | 2013年6月13日  | | （页面存档备份，存于） |
| 元王蒙谷口春耕圖軸                                                                                      |       | 2013年12月19日 | | （页面存档备份，存于） |
| 宋人卻坐圖軸                                                                                            |       | 2013年12月19日 | | （页面存档备份，存于） |
| 元衛九鼎洛神圖軸                                                                                        |       | 2013年12月19日 | | （页面存档备份，存于） |
| 清畫院畫十二月月令圖                                                                                    |       | 2013年12月19日 | | （页面存档备份，存于） |
| 新石器時代 山東龍山文化 玉人面紋圭                                                                      |       | 2014年4月21日  | | （页面存档备份，存于） |
| 新石器時代良渚文化晚期 玉琮                                                                             |       | 2014年4月21日  | | （页面存档备份，存于） |
| 新石器時代山東龍山文化 玉鷹紋圭                                                                         |       | 2014年4月21日  | | （页面存档备份，存于） |
| 宋、遼、金 玉鏤空龍紋盤                                                                                 |       | 2014年4月21日  | | （页面存档备份，存于） |
| 北宋真宗大中祥符元年禪地祇玉冊附玉匱嵌片52件                                                            |       | 2014年4月21日  | | （页面存档备份，存于） |
| 唐玄宗開元十三年禪地祇玉冊                                                                              |       | 2014年4月21日  | | （页面存档备份，存于） |
| 宋蘇軾尺牘軸                                                                                            |       | 2014年4月21日  | | （页面存档备份，存于） |
| 明張宏棲霞山圖軸                                                                                        |       | 2014年4月21日  | | （页面存档备份，存于） |
| 無款人物（歷代畫幅集冊)                                                                                 |       | 2014年9月15日  | | （页面存档备份，存于） |
| 宋林逋手札二帖冊                                                                                        |       | 2014年9月15日  | | （页面存档备份，存于） |
| 明沈周化鬚疏                                                                                            |       | 2014年9月15日  | | （页面存档备份，存于） |
| 明吳偉畫北海真人                                                                                        |       | 2014年9月15日  | | （页面存档备份，存于） |
| 明文徵明關山積雪圖卷                                                                                    |       | 2014年9月15日  | | （页面存档备份，存于） |
| 明文徵明倣王蒙山水軸                                                                                    |       | 2014年9月15日  | | （页面存档备份，存于） |
| 明文徵明雨餘春樹軸                                                                                      |       | 2014年9月15日  | | （页面存档备份，存于） |
| 明文徵明花卉冊                                                                                          |       | 2014年9月15日  | | （页面存档备份，存于） |
| 明文徵明古木寒泉軸                                                                                      |       | 2014年9月15日  | | （页面存档备份，存于） |
| 明文徵明書七言律詩軸                                                                                    |       | 2014年9月15日  | | （页面存档备份，存于） |
| 明唐寅溪山漁隱卷                                                                                        |       | 2015年1月21日  | | （页面存档备份，存于） |
| 明周臣水亭清興圖軸                                                                                      |       | 2015年1月21日  | | （页面存档备份，存于） |
| 明唐寅陶穀贈詞圖軸                                                                                      |       | 2015年1月21日  | | （页面存档备份，存于） |
| 明唐寅採蓮圖卷                                                                                          |       | 2015年1月21日  | | （页面存档备份，存于） |
| 明王寵自書五憶歌卷                                                                                      |       | 2015年1月21日  | | （页面存档备份，存于） |
| 宋四家法書卷（蔡襄上資政諫議明公尺牘；蘇軾書次韻三舍人省上詩；黃庭堅致明叔同年尺牘；米芾致葛君德忱尺牘) |       | 2015年1月21日  | | （页面存档备份，存于） |
| 明仇英春遊晚歸圖軸                                                                                      |       | 2015年5月5日   | | （页面存档备份，存于） |
| 明仇英秋江待渡 軸                                                                                       |       | 2015年5月5日   | | （页面存档备份，存于） |
| 宋李嵩花籃（歷代集繪冊)                                                                                 |       | 2015年5月5日   | | （页面存档备份，存于） |
| 明仇英水仙蠟梅軸                                                                                        |       | 2015年5月5日   | | （页面存档备份，存于） |
| 宋蘇氏一門法書冊                                                                                        |       | 2015年5月5日   | | （页面存档备份，存于） |
| 宋蔡襄書尺牘（三)（宋四家集冊)                                                                          |       | 2015年5月5日   | | （页面存档备份，存于） |
| 明仇英蕉陰結夏軸                                                                                        |       | 2015年5月5日   | | （页面存档备份，存于） |
| 明仇英桐陰清話軸                                                                                        |       | 2015年5月5日   | | （页面存档备份，存于） |
| 滿文原檔                                                                                                |       | 2015年10月5日  | | （页面存档备份，存于） |
| 緬甸國銀葉表文                                                                                          |       | 2015年10月5日  | | （页面存档备份，存于） |
| 仙山樓閣（鏤繪集錦冊第5開)                                                                              |       | 2016年10月19日 | | （页面存档备份，存于） |
| 花間行龍（鏤繪集錦冊第1開)                                                                              |       | 2016年10月19日 | | （页面存档备份，存于） |
| 清惲壽平王翬花卉山水合冊                                                                                |       | 2016年10月19日 | | （页面存档备份，存于） |
| 宋緙絲翠羽秋荷（宋元集繪冊第1開)                                                                        |       | 2016年10月19日 | | （页面存档备份，存于） |
| 宋崔愨杞實鵪鶉（唐宋元畫集錦冊第5開)                                                                    |       | 2016年10月19日 | | （页面存档备份，存于） |
| 宋繡白鷹軸                                                                                              |       | 2016年10月19日 | | （页面存档备份，存于） |
| 明呂紀秋鷺芙蓉圖軸                                                                                      |       | 2016年10月19日 | | （页面存档备份，存于） |
| 宋緙絲富貴長春軸                                                                                        |       | 2016年10月19日 | | （页面存档备份，存于） |
| 宋沈子蕃緙絲花鳥軸                                                                                      |       | 2016年10月19日 | | （页面存档备份，存于） |
| 宋眉山蘇氏三世遺翰冊                                                                                    |       | 2016年10月19日 | | （页面存档备份，存于） |
| 宋朱熹易繫辭冊                                                                                          |       | 2016年4月27日  | | （页面存档备份，存于） |
| 清院本親蠶圖卷                                                                                          |       | 2016年4月27日  | | （页面存档备份，存于） |
| 清郎世寧百駿圖卷                                                                                        |       | 2016年4月27日  | | （页面存档备份，存于） |
| 清郎世寧畫孔雀開屏軸                                                                                    |       | 2016年4月27日  | | （页面存档备份，存于） |
| 明董其昌書周子通書軸                                                                                    |       | 2016年8月3日   | | （页面存档备份，存于） |
| 清雍正琺瑯彩瓷紅地梅竹先春碗                                                                            |       | 2017年1月16日  | | （页面存档备份，存于） |
| 明夏昶奇石修篁圖軸                                                                                      |       | 2017年5月23日  | | （页面存档备份，存于） |
| 定武蘭亭真本卷                                                                                          |       | 2017年5月23日  | | （页面存档备份，存于） |
| 宋薛紹彭雜書卷                                                                                          |       | 2017年5月23日  | | （页面存档备份，存于） |
| 五代荊浩匡廬圖軸                                                                                        |       | 2017年5月23日  | | （页面存档备份，存于） |
| 宋代墨寶冊                                                                                              |       | 2017年5月23日  | | （页面存档备份，存于） |
| 宋代后半身像冊                                                                                          |       | 2017年5月23日  | | （页面存档备份，存于） |
| 宋代帝半身像冊                                                                                          |       | 2017年5月23日  | | （页面存档备份，存于） |
| 元趙雍春郊遊騎圖軸                                                                                      |       | 2017年5月23日  | | （页面存档备份，存于） |
| 元李衎四季平安軸                                                                                        |       | 2017年5月23日  | | （页面存档备份，存于） |
| 小寒林圖軸                                                                                              |       | 2017年5月23日  | | （页面存档备份，存于） |
| 御筆文淵閣記                                                                                            |       | 2017年5月26日  | | （页面存档备份，存于） |
| 欽定四庫全書薈要                                                                                        |       | 2017年5月26日  | | （页面存档备份，存于） |
| 欽定四庫全書（文淵閣本)                                                                                 |       | 2017年5月26日  | | （页面存档备份，存于） |
| 清雍正琺瑯彩瓷赭墨梅竹圖碗（一對)                                                                       |       | 2017年10月13日 | | （页面存档备份，存于） |
| 清雍正琺瑯彩瓷赭墨山水碗（一對)                                                                         |       | 2017年10月13日 | | （页面存档备份，存于） |
| 清雍正琺瑯彩瓷赭墨牡丹碗（一對)                                                                         |       | 2017年10月13日 | | （页面存档备份，存于） |
| 五代梁關仝秋山晚翠軸                                                                                    |       | 2018年3月21日  | | （页面存档备份，存于） |
| |       |                | |                        |
| 琺瑯彩瓷青山水碗(一對 )                                                                                 |       | 2018年3月30日  | | （页面存档备份，存于） |
| 元趙孟頫書閒居賦卷                                                                                      |       | 2018年7月1日   | | （页面存档备份，存于） |
| 青銅鎏金釋迦牟尼佛坐像                                                                                  |       | 2019年2月14日  | | （页面存档备份，存于） |
| 元張雨書七言律詩 軸                                                                                     |       | 2019年2月18日  | | （页面存档备份，存于） |
| 元人應真像 軸 (左)                                                                                      |       | 2019年2月18日  | | （页面存档备份，存于） |
| 元人應真像 軸 (右)                                                                                      |       | 2019年2月18日  | | （页面存档备份，存于） |
| 唐韓幹牧馬圖(名繪集珍 冊)                                                                               |       | 2019年2月18日  | | （页面存档备份，存于） |
| 宋牟益擣衣圖 卷                                                                                         |       | 2019年2月18日  | | （页面存档备份，存于） |
| 晉王羲之遠宦帖 卷                                                                                       |       | 2019年2月18日  | | （页面存档备份，存于） |
| 明戴進溪橋策蹇圖 軸                                                                                     |       | 2019年2月18日  | | （页面存档备份，存于） |
| 宋高宗書女孝經馬和之補圖上卷                                                                            |       | 2019年2月18日  | | （页面存档备份，存于） |
| 清聖祖御筆書萬世師表                                                                                    |       | 2019年2月18日  | | （页面存档备份，存于） |
| 五代人秋林群鹿 軸                                                                                       |       | 2019年2月18日  | | （页面存档备份，存于） |
| 宋人畫如來說法圖 軸                                                                                     |       | 2019年2月18日  | | （页面存档备份，存于） |
| 宋蘇漢臣秋庭戲嬰圖 軸                                                                                   |       | 2019年2月18日  | | （页面存档备份，存于） |
| 元高克恭雲橫秀嶺 軸                                                                                     |       | 2019年2月18日  | | （页面存档备份，存于） |
| 元王淵松亭會友圖 軸                                                                                     |       | 2019年2月18日  | | （页面存档备份，存于） |
| 宋哲宗坐像 軸                                                                                           |       | 2019年6月26日  | | （页面存档备份，存于） |
| 宋人桑枝黃鳥                                                                                            |       | 2019年6月26日  | | （页面存档备份，存于） |
| 宋太祖坐像 軸                                                                                           |       | 2019年6月26日  | | （页面存档备份，存于） |
| 宋人冬日嬰戲圖 軸                                                                                       |       | 2019年6月26日  | 蘇漢臣（12世紀)，開封人。宣和間任畫院待詔，宋室南渡後，再入紹興畫院。多寫道釋、人物，尤其擅長童嬰題材。本幅對研究蘇漢臣畫風具有不可取代性。畫中準確捕捉人物、動物神情與姿態，對動物毛皮質感、不同植物造型與結構特徵也有精準表現。不僅具備極高端繪畫技巧，更反映出宋代繪畫窮盡人情物理藝術追求，也是見證北宋畫院發展與宮廷品味之傑作。 | （页面存档备份，存于） |
| 宋仁宗后坐像 軸                                                                                         |       | 2019年6月26日  | | （页面存档备份，存于） |
| 宋易元吉猴貓圖 卷                                                                                       |       | 2019年6月26日  | | （页面存档备份，存于） |
| 唐徐浩書朱巨川告身 卷                                                                                   |       | 2019年6月26日  | | （页面存档备份，存于） |
| 寶石紅釉僧帽壺                                                                                          |       | 2019年7月26日  | | （页面存档备份，存于） |
| 定窯白瓷嬰兒枕                                                                                          |       | 2019年7月26日  | | （页面存档备份，存于） |
| 汝窯青瓷紙槌瓶                                                                                          |       | 2019年7月26日  | | （页面存档备份，存于） |
| 汝窯青瓷無紋水仙盆                                                                                      |       | 2019年7月26日  | | （页面存档备份，存于） |
| 北宋汝窯青瓷蓮花式溫碗                                                                                  |       | 2019年7月26日  | | （页面存档备份，存于） |
| 清乾隆霽青描金游魚轉心瓶(一對)                                                                          |       | 2019年12月24日 | | （页面存档备份，存于） |
| 明明太祖坐像 軸                                                                                         |       | 2020年5月6日   | | （页面存档备份，存于） |
| 清髠殘山高水長圖 軸                                                                                     | 3.11  | 2020年5月6日   | | （页面存档备份，存于） |
| 清 乾隆「脩身理性」款紫砂茶葉末釉琴                                                                     |       | 2020年5月19日. | | （页面存档备份，存于） |
| 宋米芾尺牘 卷                                                                                           | 67    | 2021年3月4日   | | （页面存档备份，存于） |
| 唐閻立本職貢圖 卷                                                                                       | 66    | 2021年3月4日   | | （页面存档备份，存于） |
| 宋人景德四圖                                                                                            | 65    | 2021年3月4日   | | （页面存档备份，存于） |
| 南宋龍泉窯青瓷洗                                                                                        | 62    | 2021年4月7日   | | （页面存档备份，存于） |
| 唐閻立本職貢圖 卷                                                                                       | 61    | 2021年4月7日   | | （页面存档备份，存于） |
| 元李容瑾漢苑圖 軸                                                                                       | 39    | 2021年5月31日  | | （页面存档备份，存于） |
| 明杜堇玩古圖 軸                                                                                         | 38    | 2021年5月31日  | | （页面存档备份，存于） |
| 碧玉「古稀天子之寶」、「八徴耄念之寶」璽(附紫檀木盒)                                                    | 24    | 2021年6月9日   | | （页面存档备份，存于） |
| 明宣德寶石紅釉碗附玉托(故瓷017758)                                                                      | 23    | 2021年6月9日   | | （页面存档备份，存于） |
| 北宋汝窯青瓷水仙盆                                                                                      | 20    | 2021年6月23日  | | （页面存档备份，存于） |
| 明成化鬥彩雞缸杯(一對)                                                                                  | 19    | 2021年6月23日  | | （页面存档备份，存于） |
| 永樂大典 存一百十五卷                                                                                   | 12/7  | 2021年12月7日  | | （页面存档备份，存于） |
| 明人畫入蹕圖 卷                                                                                         | 12/20 | 2021年12月20日 | | （页面存档备份，存于） |
| 宋光宗后坐像 軸                                                                                         | 0.5   | 2021年12月20日 | | （页面存档备份，存于） |
| 宋光宗坐像 軸                                                                                           | .6    | 2021年12月20日 | | （页面存档备份，存于） |
| 宋英宗坐像 軸                                                                                           | 0.7   | 2021年12月20日 | | （页面存档备份，存于） |
| 宋宣祖坐像 軸                                                                                           | 0.8   | 2021年12月20日 | | （页面存档备份，存于） |
| 明仁宗坐像 軸                                                                                           | 09    | 2021年12月20日 | | （页面存档备份，存于） |
| 明英宗坐像 軸                                                                                           |       | 2021年12月20日 | | （页面存档备份，存于） |
| 明宣宗馬上像 軸                                                                                         | .11   | 2021年12月20日 | | （页面存档备份，存于） |
| 宋宣祖后坐像 軸                                                                                         |       | 2021年12月20日 | | （页面存档备份，存于） |

## 重要古物
| 古物 | 照片 | 公告日期        | 備註 | 參考                   |
| --- | ---- | --------------- | ---- | ---------------------- |
| 鄭簠/隸書 |      | 2008年12月24日. |      | （页面存档备份，存于） |
| 董其昌/書杜甫謁玄元皇帝廟詩 |      | 2008年12月24日  |      | （页面存档备份，存于） |
| 明王紱畫山亭文會 |      | 2008年12月24日  |      | （页面存档备份，存于） |
| 虎溪三笑 |      | 2008年12月24日  |      | （页面存档备份，存于） |
| 宣宗/戲猿圖 |      | 2008年12月24日  |      | （页面存档备份，存于） |
| 王冕/南枝春早 |      | 2008年12月24日  |      | （页面存档备份，存于） |
| 張九成書尺牘(宋人法書三冊18) |      | 2011年4月22日   |      | （页面存档备份，存于） |
| 傳宋馬遠松風樓觀(唐宋名繢冊8) |      | 2011年4月22日   |      | （页面存档备份，存于） |
| 吳炳嘉禾草蟲(名繪集珍冊11) |      | 2011年4月22日   |      | （页面存档备份，存于） |
| 李唐坐石看雲(藝苑藏真上冊10) |      | 2011年4月22日   |      | （页面存档备份，存于） |
| 吳炳嘉禾草蟲(名繪集珍冊11) |      | 2011年4月22日   |      | （页面存档备份，存于） |
| 李唐坐石看雲(藝苑藏真上冊10) |      | 2011年4月22日   |      | （页面存档备份，存于） |
| 陸游書尺牘(宋諸名家墨寶冊19) |      | 2011年4月22日   |      | （页面存档备份，存于） |
| 范成大致養正監廟奉議尺牘(宋元寶翰冊05) |      | 2011年4月22日   |      | （页面存档备份，存于） |
| 惠崇秋野盤雕（鳩)(藝苑藏真下冊09) |      | 2011年4月22日   |      | （页面存档备份，存于） |
| 揚旡咎書尺牘(宋賢書翰冊15) |      | 2011年4月22日   |      | （页面存档备份，存于） |
| 王十朋書劄子(宋人法書三冊20) |      | 2011年4月22日   |      | （页面存档备份，存于） |
| 無款柳塘釣隱(歷代畫幅集冊07a) |      | 2011年4月22日   |      | （页面存档备份，存于） |
| 王十朋書劄子(宋人法書三冊20) |      | 2011年4月22日   |      | （页面存档备份，存于） |
| 宋朱熹尺牘冊 |      | 2011年4月22日   |      | （页面存档备份，存于） |
| 宋高宗書七言律詩(宋元寶翰冊01) |      | 2011年4月22日   |      | （页面存档备份，存于） |
| 陳與義書詠水仙花詩(宋賢書翰冊22) |      | 2011年4月22日   |      | （页面存档备份，存于） |
| 宋李嵩天中水戲(煙雲集繪第三冊11) |      | 2011年4月22日   |      | （页面存档备份，存于） |
| 林椿杏花春鳥(宋人合璧畫冊06) |      | 2011年4月22日   |      | （页面存档备份，存于） |
| 馬麟暮雪寒禽(名畫集珍冊08) |      | 2011年4月22日   |      | （页面存档备份，存于） |
| 楊萬里呈達孝宮使判府中大劄子(宋人法書四冊13) |      | 2011年4月22日   |      | （页面存档备份，存于） |
| 朱敦儒書尺牘(宋人法書三冊14) |      | 2011年4月22日   |      | （页面存档备份，存于） |
| 樓鑰呈提舉郎中契丈劄子(宋元寶翰冊08) |      | 2011年4月22日   |      | （页面存档备份，存于） |
| 李迪秋卉草蟲(宋元集繪冊14) |      | 2011年4月22日   |      | （页面存档备份，存于） |
| 無款乳鴨(歷代畫幅集冊04b) |      | 2011年4月22日   |      | （页面存档备份，存于） |
| 李安忠野菊秋鶉(名繪集珍冊10) |      | 2011年4月22日   |      | （页面存档备份，存于） |
| 真德秀致□□學士尺牘(宋元寶翰冊10) |      | 2011年4月22日   |      | （页面存档备份，存于） |
| 宋李唐文姬歸漢圖冊 |      | 2011年4月22日   |      | （页面存档备份，存于） |
| 黃筌雪竹文禽(名繪集珍冊07) |      | 2011年4月22日   |      | （页面存档备份，存于） |
| 虞允文書劄子(宋人法書三冊12) |      | 2011年4月22日   |      | （页面存档备份，存于） |
| 蔣璨書詩帖(宋人法書四冊02) |      | 2011年4月22日   |      | （页面存档备份，存于） |
| 洪咨夔致舟公堂頭禪師尺牘(宋人法書四冊04) |      | 2011年4月22日   |      | （页面存档备份，存于） |
| 黃居寀竹石錦鳩(名繪集珍冊08) |      | 2011年4月22日   |      | （页面存档备份，存于） |
| 無款遠水揚帆(歷代名人圖繪冊05) |      | 2011年4月22日   |      | （页面存档备份，存于） |
| 宋高宗書孝經馬和之繪圖冊 |      | 2011年4月22日   |      | （页面存档备份，存于） |
| 宋馬遠雪灘雙鷺軸 |      | 2011年4月22日   |      | （页面存档备份，存于） |
| 吳琚致觀使開府相公尺牘(宋賢書翰冊14) |      | 2011年4月22日   |      | （页面存档备份，存于） |
| 張即之致殿元學士尺牘(宋人法書四冊16) |      | 2011年4月22日   |      | （页面存档备份，存于） |
| 張孝祥書尺牘(宋元寶翰冊04) |      | 2011年4月22日   |      | （页面存档备份，存于） |
| 黃筌蘋婆山鳥(藝苑藏真上冊03) |      | 2011年4月22日   |      | （页面存档备份，存于） |
| 高克明松岫漁村(集古名繪冊04) |      | 2011年4月22日   |      | （页面存档备份，存于） |
| 樓鑰呈提舉郎中契丈劄子(宋元寶翰冊09) |      | 2011年4月22日   |      | （页面存档备份，存于） |
| 元人春山圖軸 |      | 2011年4月22日   |      | （页面存档备份，存于） |
| 元明人詞翰卷 |      | 2011年4月22日   |      | （页面存档备份，存于） |
| 元人法書冊（10開計11幅) |      | 2011年4月22日   |      | （页面存档备份，存于） |
| 元黃公望富春山居圖卷（子明卷) |      | 2011年9月19日   |      | （页面存档备份，存于） |
| 明唐寅高士圖卷 |      | 2011年9月19日   |      | （页面存档备份，存于） |
| 元倪瓚松林亭子圖軸 |      | 2011年11月30日  |      | （页面存档备份，存于） |
| 明文伯仁丹臺春曉圖卷 |      | 2011年11月30日  |      | （页面存档备份，存于） |
| 宋李唐仙巖釆藥（繪集珍冊07) |      | 2011年11月30日  |      | （页面存档备份，存于） |
| 無款陶弘景像(宋元集繪冊07) |      | 2011年11月30日  |      | （页面存档备份，存于） |
| 明文嘉畫瀛洲仙侶軸 |      | 2011年11月30日  |      | （页面存档备份，存于） |
| 董其昌仿宋元人縮本畫及跋冊 |      | 2011年11月30日  |      | （页面存档备份，存于） |
| 明沈周畫山水軸 |      | 2011年11月30日  |      | （页面存档备份，存于） |
| 清王時敏倣黃公望山水軸 |      | 2011年11月30日  |      | （页面存档备份，存于） |
| 明仇英仙山樓閣圖軸 |      | 2011年11月30日  |      | （页面存档备份，存于） |
| 明林良秋鷹軸 |      | 2012年3月26日   |      | （页面存档备份，存于） |
| 宋夏圭長江萬里圖卷 |      | 2012年3月26日   |      | （页面存档备份，存于） |
| 清惲壽平畫山水軸 |      | 2012年3月26日   |      | （页面存档备份，存于） |
| 清王原祁華山秋色軸 |      | 2012年3月26日   |      | （页面存档备份，存于） |
| 清王鑑仿王蒙秋山圖軸 |      | 2012年3月26日   |      | （页面存档备份，存于） |
| 明呂紀寒雪山雞圖軸 |      | 2012年3月26日   |      | （页面存档备份，存于） |
| 明沈周扁舟詩思圖軸 |      | 2012年3月26日   |      | （页面存档备份，存于） |
| 明戴進春遊晚歸 |      | 2012年3月26日   |      | （页面存档备份，存于） |
| 元馬琬喬岫幽居軸 |      | 2012年3月26日   |      | （页面存档备份，存于） |
| 元倪瓚江岸望山圖軸 |      | 2012年3月26日   |      | （页面存档备份，存于） |
| 唐盧鴻草堂十志圖卷 |      | 2012年3月26日   |      | （页面存档备份，存于） |
| 元高克恭畫春山晴雨軸 |      | 2012年3月26日   |      | （页面存档备份，存于） |
| 五代後蜀丘文播文會圖軸 |      | 2012年3月26日   |      | （页面存档备份，存于） |
| 五代南唐巨然秋山問道圖軸 |      | 2012年3月26日   |      | （页面存档备份，存于） |
| 董其昌書栖真志卷 |      | 2012年3月26日   |      | （页面存档备份，存于） |
| 文彭草書唐王勃滕王閣序(元明書翰第二十三冊) |      | 2012年3月26日   |      | （页面存档备份，存于） |
| 沈粲書應制詩軸 |      | 2012年3月26日   |      | （页面存档备份，存于） |
| 褚遂良書倪寬傳贊卷 |      | 2012年3月26日   |      | （页面存档备份，存于） |
| 顏真卿麻姑仙壇記卷 |      | 2012年3月26日   |      | （页面存档备份，存于） |
| 清吳歷雲白山青圖卷 |      | 2012年3月26日   |      | （页面存档备份，存于） |
| 元盛懋江楓秋艇卷 |      | 2012年3月26日   |      | （页面存档备份，存于） |
| 宋錢選煙江待渡圖卷 |      | 2012年3月26日   |      | （页面存档备份，存于） |
| 宋李公麟免冑圖卷 |      | 2012年3月26日   |      | （页面存档备份，存于） |
| 宋人山花墨兔軸 |      | 2012年3月26日   |      | （页面存档备份，存于） |
| 宋崔白竹鷗圖軸 |      | 2012年3月26日   |      | （页面存档备份，存于） |
| 五代南唐李坡風竹軸 |      | 2012年3月26日   |      | （页面存档备份，存于） |
| 唐李思訓江帆樓閣軸 |      | 2012年3月26日   |      | （页面存档备份，存于） |
| 陳璧書五言古詩軸 |      | 2012年3月26日   |      | （页面存档备份，存于） |
| 明孫龍寫生冊 |      | 2012年3月26日   |      | （页面存档备份，存于） |
| 清王時敏仿王維江山雪霽軸 |      | 2012年3月26日   |      | （页面存档备份，存于） |
| 明文徵明千巖競秀軸 |      | 2012年3月26日   |      | （页面存档备份，存于） |
| 明唐寅函關雪霽軸 |      | 2012年3月26日   |      | （页面存档备份，存于） |
| 明沈周策杖圖軸 |      | 2012年3月26日   |      | （页面存档备份，存于） |
| 明戴進風雨歸舟軸 |      | 2012年3月26日   |      | （页面存档备份，存于） |
| 元倪瓚江亭山色軸 |      | 2012年3月26日   |      | （页面存档备份，存于） |
| 元王蒙花溪漁隱軸 |      | 2012年3月26日   |      | （页面存档备份，存于） |
| 淳化祖帖（四)冊 |      | 2012年3月26日   |      | （页面存档备份，存于） |
| 明仇英東林圖卷 |      | 2012年3月26日   |      | （页面存档备份，存于） |
| 宋法常寫生卷 |      | 2012年3月26日   |      | （页面存档备份，存于） |
| 宋人竹石鳩子圖軸 |      | 2012年3月26日   |      | （页面存档备份，存于） |
| 宋夏圭山水軸 |      | 2012年3月26日   |      | （页面存档备份，存于） |
| 宋郭熙秋山行旅圖軸 |      | 2012年3月26日   |      | （页面存档备份，存于） |
| 宋李成寒江釣艇軸 |      | 2012年3月26日   |      | （页面存档备份，存于） |
| 明董其昌臨蘇軾黃庭堅帖卷 |      | 2012年3月26日   |      | （页面存档备份，存于） |
| 明文徵明自書七言律詩卷 |      | 2012年3月26日   |      | （页面存档备份，存于） |
| 明沈粲書古詩軸 |      | 2012年3月26日   |      | （页面存档备份，存于） |
| 明宋克書公讌詩軸 |      | 2012年3月26日   |      | （页面存档备份，存于） |
| 元俞和篆隸千文冊 |      | 2012年3月26日   |      | （页面存档备份，存于） |
| 淳化祖帖（四)冊 |      | 2012年3月26日   |      | （页面存档备份，存于） |
| 明錢穀白嶽遊圖冊 |      | 2012年3月26日   |      | （页面存档备份，存于） |
| 明沈度隸書歸去來辭軸 |      | 2012年3月26日   |      | （页面存档备份，存于） |
| 元唐棣倣郭熙秋山行旅軸 |      | 2012年3月26日   |      | （页面存档备份，存于） |
| 左官壺 |      | 2012年6月13日   |      | （页面存档备份，存于） |
| 寬兒鼎 |      | 2012年6月13日   |      | （页面存档备份，存于） |
| 明丁雲鵬畫應真軸(故畫002301) |      | 2012年10月29日  |      | （页面存档备份，存于） |
| 明丁雲鵬畫應真軸(故畫001359) |      | 2012年10月29日  |      | （页面存档备份，存于） |
| 明丁雲鵬畫應真軸(故畫002299) |      | 2012年10月29日  |      | （页面存档备份，存于） |
| 明丁雲鵬畫應真軸(故畫002298) |      | 2012年10月29日  |      | （页面存档备份，存于） |
| 明丁雲鵬白馬馱經圖軸 |      | 2012年10月29日  |      | （页面存档备份，存于） |
| 明丁雲鵬掃象圖軸 |      | 2012年10月29日  |      | （页面存档备份，存于） |
| 明丁雲鵬松巔函虛軸 |      | 2012年10月29日  |      | （页面存档备份，存于） |
| 明藍瑛仿古 |      | 2012年10月29日  |      | （页面存档备份，存于） |
| 明文徵明倣趙伯驌後赤壁圖 |      | 2012年10月29日  |      | （页面存档备份，存于） |
| 清王翬畫溪山紅樹 |      | 2012年10月29日  |      | （页面存档备份，存于） |
| 明趙文俶畫春蠶食葉 |      | 2012年10月29日  |      | （页面存档备份，存于） |
| 明陳汝言荊溪圖 |      | 2012年10月29日  |      | （页面存档备份，存于） |
| 元王蒙秋山草堂圖 |      | 2012年10月29日  |      | （页面存档备份，存于） |
| 元陳立善墨梅 |      | 2012年10月29日  |      | （页面存档备份，存于） |
| 元張中枯荷鸂鶒 |      | 2012年10月29日  |      | （页面存档备份，存于） |
| 元張渥瑤池仙慶 |      | 2012年10月29日  |      | （页面存档备份，存于） |
| 宋徽宗溪山秋色圖 |      | 2012年10月29日  |      | （页面存档备份，存于） |
| 元人臨漢晉各帖冊 |      | 2012年10月29日  |      | （页面存档备份，存于） |
| 唐褚遂良摹王羲之長風帖 |      | 2012年10月29日  |      | （页面存档备份，存于） |
| 元吳鎮秋江漁隱軸 |      | 2012年10月29日  |      | （页面存档备份，存于） |
| 父乙扁足鼎 |      | 2012年11月12日  |      | （页面存档备份，存于） |
| 康侯方鼎 |      | 2012年11月12日  |      | （页面存档备份，存于） |
| 秦量 |      | 2012年11月12日  |      | （页面存档备份，存于） |
| 鎏金山紋獸足樽 |      | 2012年11月12日  |      | （页面存档备份，存于） |
| 嵌綠松石獸面紋鉞 |      | 2012年11月12日  |      | （页面存档备份，存于） |
| 獸面紋編鐃 |      | 2012年11月12日  |      | （页面存档备份，存于） |
| 子犯和鐘 |      | 2012年11月12日  |      | （页面存档备份，存于） |
| 獸面紋斝 |      | 2012年11月12日  |      | （页面存档备份，存于） |
| 人足獸鋬匜 |      | 2012年11月12日  |      | （页面存档备份，存于） |
| 祖乙尊 |      | 2012年11月12日  |      | （页面存档备份，存于） |
| 伯定盉 |      | 2012年11月12日  |      | （页面存档备份，存于） |
| 追簋 |      | 2012年11月12日  |      | （页面存档备份，存于） |
| 犧首乳丁紋罍 |      | 2012年11月12日  |      | （页面存档备份，存于） |
| 服方尊 |      | 2012年11月12日  |      | （页面存档备份，存于） |
| 蟠龍獸面紋盉 |      | 2012年11月12日  |      | （页面存档备份，存于） |
| 曾伯陭壺 |      | 2012年11月12日  |      | （页面存档备份，存于） |
| 車獵紋鈁 |      | 2012年11月12日  |      | （页面存档备份，存于） |
| 鳥首獸尊 |      | 2012年11月12日  |      | （页面存档备份，存于） |
| 邢季史尊 |      | 2012年11月12日  |      | （页面存档备份，存于） |
| 亞醜方彝 |      | 2012年11月12日  |      | （页面存档备份，存于） |
| 七孔鉞 |      | 2012年11月12日  |      | （页面存档备份，存于） |
| 鴞鈕獸面紋方罍 |      | 2012年11月12日  |      | （页面存档备份，存于） |
| 作寶尊彝卣 |      | 2012年11月12日  |      | （页面存档备份，存于） |
| 獸帶紋鑑 |      | 2012年11月12日  |      | （页面存档备份，存于） |
| 父丁盉 |      | 2012年11月12日  |      | （页面存档备份，存于） |
| 狩獵紋壺 |      | 2012年11月12日  |      | （页面存档备份，存于） |
| 犧首獸面紋方尊 |      | 2012年11月12日  |      | （页面存档备份，存于） |
| 國差詹 |      | 2012年11月12日  |      | （页面存档备份，存于） |
| 陳侯午簋 |      | 2012年11月12日  |      | （页面存档备份，存于） |
| 鏤空蟠夔紋鋪 |      | 2012年11月12日  |      | （页面存档备份，存于） |
| 鳳紋方座簋 |      | 2012年11月12日  |      | （页面存档备份，存于） |
| 徐王義楚耑 |      | 2012年11月12日  |      | （页面存档备份，存于） |
| 小臣簋 |      | 2012年11月12日  |      | （页面存档备份，存于） |
| 亞禽印 |      | 2012年11月12日  |      | （页面存档备份，存于） |
| 夨令方尊 |      | 2012年11月12日  |      | （页面存档备份，存于） |
| 曾姬無卹壺 |      | 2012年11月12日  |      | （页面存档备份，存于） |
| 小臣簋 |      | 2012年11月12日  |      | （页面存档备份，存于） |
| 作冊大方鼎 |      | 2012年11月12日  |      | （页面存档备份，存于） |
| 明吳彬歲華紀勝圖冊 |      | 2013年1月28日   |      | （页面存档备份，存于） |
| 明吳彬文杏雙禽圖 |      | 2013年1月28日   |      | （页面存档备份，存于） |
| 明吳彬仙山高士 |      | 2013年1月28日   |      | （页面存档备份，存于） |
| 清鄒一桂太古雲嵐軸 |      | 2013年1月28日   |      | （页面存档备份，存于） |
| 明仇英臨宋元六景 |      | 2013年1月28日   |      | （页面存档备份，存于） |
| 明倪端捕魚圖軸 |      | 2013年1月28日   |      | （页面存档备份，存于） |
| 明李士達坐聽松風圖軸 |      | 2013年1月28日   |      | （页面存档备份，存于） |
| 元張舜咨畫古木飛泉軸 |      | 2013年1月28日   |      | （页面存档备份，存于） |
| 元倪瓚楓落吳江圖軸 |      | 2013年1月28日   |      | （页面存档备份，存于） |
| 元顧安倪瓚合作古木竹石軸 |      | 2013年1月28日   |      | （页面存档备份，存于） |
| 元人寒林圖軸 |      | 2013年1月28日   |      | （页面存档备份，存于） |
| 宋梁楷東籬高士圖軸 |      | 2013年1月28日   |      | （页面存档备份，存于） |
| 宋馬遠山水人物軸 |      | 2013年1月28日   |      | （页面存档备份，存于） |
| 傳宋米芾春山瑞松軸 |      | 2013年1月28日   |      | （页面存档备份，存于） |
| 王鐸琅華館師古帖 |      | 2013年1月28日   |      | （页面存档备份，存于） |
| 婁堅書五言古詩卷 |      | 2013年1月28日   |      | （页面存档备份，存于） |
| 元趙孟頫鮮于樞墨蹟合冊 |      | 2013年1月28日   |      | （页面存档备份，存于） |
| 董其昌臨張旭郎官壁記軸 |      | 2013年1月28日   |      | （页面存档备份，存于） |
| 宋榻武岡帖（十)冊 |      | 2013年1月28日   |      | （页面存档备份，存于） |
| 淳化祖帖（九)冊 |      | 2013年1月28日   |      | （页面存档备份，存于） |
| 淳化祖帖（十)冊 |      | 2013年1月28日   |      | （页面存档备份，存于） |
| 明吳彬畫楞嚴廿五圓通佛像冊 |      | 2013年1月28日   |      | （页面存档备份，存于） |
| 宋人十八學士（畫)軸 |      | 2013年6月13日   |      | （页面存档备份，存于） |
| 宋人十八學士（書)軸 |      | 2013年6月13日   |      | （页面存档备份，存于） |
| 宋人十八學士(棋)軸 |      | 2013年6月13日   |      | （页面存档备份，存于） |
| 宋人十八學士(琴) 軸 |      | 2013年6月13日   |      | （页面存档备份，存于） |
| 明祝允明詩帖卷 |      | 2013年6月13日   |      | （页面存档备份，存于） |
| 明祝允明和陶飲酒詩冊 |      | 2013年6月13日   |      | （页面存档备份，存于） |
| 明祝允明書祖允暉慶誕記軸 |      | 2013年6月13日   |      | （页面存档备份，存于） |
| 明文伯仁畫楊季靜小像卷 |      | 2013年6月13日   |      | （页面存档备份，存于） |
| 元趙孟頫重江疊嶂卷 |      | 2013年6月13日   |      | （页面存档备份，存于） |
| 明陳淳寫生卷 |      | 2013年6月13日   |      | （页面存档备份，存于） |
| 明夏昶畫竹卷 |      | 2013年6月13日   |      | （页面存档备份，存于） |
| 明周全射雉圖軸 |      | 2013年6月13日   |      | （页面存档备份，存于） |
| 宋人雪棧牛車圖軸 |      | 2013年6月13日   |      | （页面存档备份，存于） |
| 宋李成寒林圖軸 |      | 2013年6月13日   |      | （页面存档备份，存于） |
| 宋趙昌歲朝圖軸 |      | 2013年6月13日   |      | （页面存档备份，存于） |
| 明祝允明書千文卷 |      | 2013年6月13日   |      | （页面存档备份，存于） |
| 明祝允明書先母陳夫人手狀(元明書翰第十冊) |      | 2013年6月13日   |      | （页面存档备份，存于） |
| 明祝允明臨黃庭經卷 |      | 2013年6月13日   |      | （页面存档备份，存于） |
| 明祝允明詩翰卷 |      | 2013年6月13日   |      | （页面存档备份，存于） |
| 宋歐陽脩付書局帖(宋諸名家墨寶冊3、4) |      | 2013年6月13日   |      | （页面存档备份，存于） |
| 明祝允明書宋儒六賢傳志卷 |      | 2013年6月13日   |      | （页面存档备份，存于） |
| 明祝允明書千文冊 |      | 2013年6月13日   |      | （页面存档备份，存于） |
| 明祝允明書陶淵明閒情賦冊（元明書翰第十二冊) |      | 2013年6月13日   |      | （页面存档备份，存于） |
| 元趙孟頫疏林秀石（宋元集繪冊第一開) |      | 2013年8月9日    |      | （页面存档备份，存于） |
| 元吳鎮清江春曉軸 |      | 2013年8月9日    |      | （页面存档备份，存于） |
| 宋人枯木竹石軸 |      | 2013年8月9日    |      | （页面存档备份，存于） |
| 元王振鵬龍池競渡圖卷 |      | 2013年8月9日    |      | （页面存档备份，存于） |
| 明黃道周詩翰冊 |      | 2013年8月9日    |      | （页面存档备份，存于） |
| 元邊武書千文冊 |      | 2013年8月9日    |      | （页面存档备份，存于） |
| 宋薛紹彭書詩帖（宋賢書翰冊第五、六開) |      | 2013年8月9日    |      | （页面存档备份，存于） |
| 宋蘇軾書歸去來辭卷 |      | 2013年8月9日    |      | （页面存档备份，存于） |
| 墨拓智永書真草千文冊 |      | 2013年8月9日    |      | （页面存档备份，存于） |
| 明王寵詩帖軸 |      | 2013年8月9日    |      | （页面存档备份，存于） |
| 元張雨書唐人絕句軸 |      | 2013年8月9日    |      | （页面存档备份，存于） |
| 元吳鎮竹石軸 |      | 2013年12月19日  |      | （页面存档备份，存于） |
| 元柯九思晚香高節軸 |      | 2013年12月19日  |      | （页面存档备份，存于） |
| 宋馬遠乘龍圖軸 |      | 2013年12月19日  |      | （页面存档备份，存于） |
| 晉顧愷之洛神圖 (名繪集珍冊) |      | 2013年12月19日  |      | （页面存档备份，存于） |
| 明文彭書七言律詩卷 |      | 2013年12月19日  |      | （页面存档备份，存于） |
| 倪瓚書詩五則(元人法書冊) |      | 2013年12月19日  |      | （页面存档备份，存于） |
| 元俞和臨王帖軸 |      | 2013年12月19日  |      | （页面存档备份，存于） |
| 清 白玉錦荔枝清 白玉錦荔枝 |      | 2014年4月21日   |      | （页面存档备份，存于） |
| 清乾隆 玉「乾隆」璽印 |      | 2014年4月21日   |      | （页面存档备份，存于） |
| 清乾隆 玉熊形尊 |      | 2014年4月21日   |      | （页面存档备份，存于） |
| 清雍正 玉螭耳洗 |      | 2014年4月21日   |      | （页面存档备份，存于） |
| 清早期 仿漢玉螭紋盃附「玉盃記」紫檀木盒 |      | 2014年4月21日   |      | （页面存档备份，存于） |
| 印度平口雙柄蓋碗 |      | 2014年4月21日   |      | （页面存档备份，存于） |
| 蒙兀兒帝國花式盤 |      | 2014年4月21日   |      | （页面存档备份，存于） |
| 明 玉魚龍花草紋帶飾 |      | 2014年4月21日   |      | （页面存档备份，存于） |
| 明 玉鰲魚花插 |      | 2014年4月21日   |      | （页面存档备份，存于） |
| 明 玉三連環 |      | 2014年4月21日   |      | （页面存档备份，存于） |
| 宋至明 玉荷葉杯 |      | 2014年4月21日   |      | （页面存档备份，存于） |
| 宋至元 玉鳳柄洗 |      | 2014年4月21日   |      | （页面存档备份，存于） |
| 遼、金 玉舞人 |      | 2014年4月21日   |      | （页面存档备份，存于） |
| 遼 玉魚龍 |      | 2014年4月21日   |      | （页面存档备份，存于） |
| 東漢 玉辟邪 |      | 2014年4月21日   |      | （页面存档备份，存于） |
| 漢 金片包玉豬 |      | 2014年4月21日   |      | （页面存档备份，存于） |
| 漢 玉鏤空龍紋璧 |      | 2014年4月21日   |      | （页面存档备份，存于） |
| 漢 玉角形杯 |      | 2014年4月21日   |      | （页面存档备份，存于） |
| 漢 玉圭 |      | 2014年4月21日   |      | （页面存档备份，存于） |
| 漢 玉帶頭 |      | 2014年4月21日   |      | （页面存档备份，存于） |
| 漢 玉單柄杯 |      | 2014年4月21日   |      | （页面存档备份，存于） |
| 新石器時代紅山文化晚期 玉鳥 |      | 2014年4月21日   |      | （页面存档备份，存于） |
| 新石器時代紅山文化晚期 玉斜口筒形器 |      | 2014年4月21日   |      | （页面存档备份，存于） |
| 清 肉形石 |      | 2014年4月21日   |      | （页面存档备份，存于） |
| 翠玉白菜 |      | 2014年4月21日   |      | （页面存档备份，存于） |
| 東漢 玉「長樂」璧 |      | 2014年4月21日   |      | （页面存档备份，存于） |
| 西周中期 玉人紋佩 |      | 2014年4月21日   |      | （页面存档备份，存于） |
| 商 玉凸緣璧 |      | 2014年4月21日   |      | （页面存档备份，存于） |
| 新石器時代晚期~商 玉牙璧 |      | 2014年4月21日   |      | （页面存档备份，存于） |
| 夏時期 玉牙璋 |      | 2014年4月21日   |      | （页面存档备份，存于） |
| 新石器時代龍山—齊家系 玉璧 |      | 2014年4月21日   |      | （页面存档备份，存于） |
| 新石器時代龍山—齊家系 玉琮 |      | 2014年4月21日   |      | （页面存档备份，存于） |
| 新石器時代龍山—齊家系 玉刀 |      | 2014年4月21日   |      | （页面存档备份，存于） |
| 新石器時代良渚文化 玉璧 |      | 2014年4月21日   |      | （页面存档备份，存于） |
| 新石器時代良渚文化 玉刀 |      | 2014年4月21日   |      | （页面存档备份，存于） |
| 新石器時代紅山文化晚期 帶齒動物面紋玉飾 |      | 2014年4月21日   |      | （页面存档备份，存于） |
| 新石器時代 紅山文化晚期 勾雲形玉飾 |      | 2014年4月21日   |      | （页面存档备份，存于） |
| 清謝遂職貢圖 |      | 2014年5月25日   |      | （页面存档备份，存于） |
| 明沈周書中秋詩 |      | 2014年4月25日   |      | （页面存档备份，存于） |
| 明沈周鳩聲喚雨 |      | 2014年4月25日   |      | （页面存档备份，存于） |
| 明沈周古松圖 |      | 2014年4月25日   |      | （页面存档备份，存于） |
| 明沈周墨菊 |      | 2014年4月25日   |      | （页面存档备份，存于） |
| 明沈周畫芝蘭玉樹 |      | 2014年4月25日   |      | （页面存档备份，存于） |
| 明沈周寫意 |      | 2014年4月25日   |      | （页面存档备份，存于） |
| 明沈周蕉陰橫琴 |      | 2014年4月25日   |      | （页面存档备份，存于） |
| 明沈周秋景山水 |      | 2014年4月25日   |      | （页面存档备份，存于） |
| 明沈周雨意 |      | 2014年4月25日   |      | （页面存档备份，存于） |
| 明沈周溪橋訪友 |      | 2014年4月25日   |      | （页面存档备份，存于） |
| 明沈周崇山修竹 |      | 2014年4月25日   |      | （页面存档备份，存于） |
| 明沈周崇山修竹 |      | 2014年4月25日   |      | （页面存档备份，存于） |
| 唐王維江干雪意圖 |      | 2014年4月25日   |      | （页面存档备份，存于） |
| 元趙孟頫甕牖圖 |      | 2014年4月25日   |      | （页面存档备份，存于） |
| 明郭詡東山攜妓圖 |      | 2014年4月25日   |      | （页面存档备份，存于） |
| 明杜瓊南湖草堂圖 |      | 2014年4月25日   |      | （页面存档备份，存于） |
| 明劉珏清白軒圖 |      | 2014年4月25日   |      | （页面存档备份，存于） |
| 明徐賁蜀山圖 |      | 2014年4月25日   |      | （页面存档备份，存于） |
| 明沈周落花圖并詩 |      | 2014年4月25日   |      | （页面存档备份，存于） |
| 明沈周參天特秀 |      | 2014年4月25日   |      | （页面存档备份，存于） |
| 明文徵明獨樂園圖并書記卷 |      | 2014年9月15日   |      | （页面存档备份，存于） |
| 明文徵明林泉雅適圖并書七言長句卷 |      | 2014年9月15日   |      | （页面存档备份，存于） |
| 明文徵明綠陰草堂圖軸 |      | 2014年9月15日   |      | （页面存档备份，存于） |
| 明文徵明一川圖卷 |      | 2014年9月15日   |      | （页面存档备份，存于） |
| 明文徵明洞庭西山圖軸 |      | 2014年9月15日   |      | （页面存档备份，存于） |
| 明文徵明松陰曳杖圖軸 |      | 2014年9月15日   |      | （页面存档备份，存于） |
| 明文徵明寒林鍾馗軸 |      | 2014年9月15日   |      | （页面存档备份，存于） |
| 明文徵明題宋高宗賜岳飛手勅詞卷 |      | 2014年9月15日   |      | （页面存档备份，存于） |
| 明文徵明書過庭復語十節卷 |      | 2014年9月15日   |      | （页面存档备份，存于） |
| 明文徵明四體千文卷 |      | 2014年9月15日   |      | （页面存档备份，存于） |
| 明文徵明寒林鍾馗軸 |      | 2014年9月15日   |      | （页面存档备份，存于） |
| 文徵明草書千字文(元明書翰第十五冊) |      | 2014年9月15日   |      | （页面存档备份，存于） |
| 明文徵明書太上常清靜經冊 |      | 2014年9月15日   |      | （页面存档备份，存于） |
| 明文徵明絕壑高閒軸 |      | 2014年9月15日   |      | （页面存档备份，存于） |
| 明文徵明書後赤壁賦顧大典畫冊 |      | 2014年9月15日   |      | （页面存档备份，存于） |
| 明文徵明松下觀泉圖軸 |      | 2014年9月15日   |      | （页面存档备份，存于） |
| 明文徵明畫蘭竹軸 |      | 2014年9月15日   |      | （页面存档备份，存于） |
| 明唐寅震澤煙樹軸 |      | 2015年1月21日   |      | （页面存档备份，存于） |
| 明唐寅倣唐人仕女軸 |      | 2015年1月21日   |      | （页面存档备份，存于） |
| 明唐寅畫班姬團扇軸 |      | 2015年1月21日   |      | （页面存档备份，存于） |
| 明唐寅燒藥圖卷 |      | 2015年1月21日   |      | （页面存档备份，存于） |
| 明唐寅畫金閶別意卷 |      | 2015年1月21日   |      | （页面存档备份，存于） |
| 明唐寅西洲話舊圖軸 |      | 2015年1月21日   |      | （页面存档备份，存于） |
| 明唐寅山水軸 |      | 2015年1月21日   |      | （页面存档备份，存于） |
| 明唐寅江南農事圖軸 |      | 2015年1月21日   |      | （页面存档备份，存于） |
| 明唐寅守耕圖卷 |      | 2015年1月21日   |      | （页面存档备份，存于） |
| 明仇英松亭試泉圖軸 |      | 2015年5月5日    |      | （页面存档备份，存于） |
| 明仇英雙駿圖軸 |      | 2015年5月5日    |      | （页面存档备份，存于） |
| 明仇英林亭佳趣軸 |      | 2015年5月5日    |      | （页面存档备份，存于） |
| 明仇氏杜陵內史畫唐人詩意 軸 |      | 2015年5月5日    |      | （页面存档备份，存于） |
| 明沈度書不自棄說軸 |      | 2015年5月5日    |      | （页面存档备份，存于） |
| 明周臣畫閒看兒童捉柳花句意軸 |      | 2015年5月5日    |      | （页面存档备份，存于） |
| 明周臣甯戚飯牛圖軸 |      | 2015年5月5日    |      | （页面存档备份，存于） |
| 康熙朝滿文硃批奏摺〈奏陳以親賢臣遠小人治國摺〉、〈玄燁宣佈鰲拜等共十二項罪狀〉、〈和碩康親王傑書票擬鰲拜等籍沒家產拘禁〉、〈和碩康親王傑書為審訊鰲拜等遵旨會議具奏事〉 |      | 2015年10月5日   |      | （页面存档备份，存于） |
| 康熙朝漢文硃批奏摺─奏謝恩遣御醫劉聲芳診視病情摺 |      | 2015年10月5日   |      | （页面存档备份，存于） |
| 康熙朝漢文硃批奏摺─王鴻緒小密摺 |      | 2015年10月5日   |      | （页面存档备份，存于） |
| 明李士達瑞蓮圖軸 |      | 2015年10月19日  |      | （页面存档备份，存于） |
| 清惲壽平摹古冊 |      | 2015年10月19日  |      | （页面存档备份，存于） |
| 明織花鳥寫生冊 |      | 2015年10月19日  |      | （页面存档备份，存于） |
| 鶺鴒紅蓼(鏤繪集錦冊第6開) |      | 2015年10月19日  |      | （页面存档备份，存于） |
| 清繡線閬苑長春冊 |      | 2015年10月19日  |      | （页面存档备份，存于） |
| 花鳥(鏤繪集錦冊第8開) |      | 2015年10月19日  |      | （页面存档备份，存于） |
| 元繡先春四喜軸 |      | 2015年10月19日  |      | （页面存档备份，存于） |
| 元織雙喜圖軸 |      | 2015年10月19日  |      | （页面存档备份，存于） |
| 宋緙絲孔雀軸 |      | 2015年10月19日  |      | （页面存档备份，存于） |
| 五代南唐徐熙玉堂富貴圖軸 |      | 2015年10月19日  |      | （页面存档备份，存于） |
| 元人舊蹟冊 |      | 2015年10月19日  |      | （页面存档备份，存于） |
| 宋十二名家法書冊（第1-14開) |      | 2015年10月19日  |      | （页面存档备份，存于） |
| 宋諸名家墨寶冊(第1、2開、4至17開) |      | 2015年10月19日  |      | （页面存档备份，存于） |
| 宋劉寀群魚戲荇卷 |      | 2015年10月19日  |      | （页面存档备份，存于） |
| 元倪瓚筠石古槎圖軸 |      | 2015年10月19日  |      | （页面存档备份，存于） |
| 五代南唐巨然囊琴懷鶴軸 |      | 2015年10月19日  |      | （页面存档备份，存于） |
| 宋人法書（一)冊 |      | 2015年10月19日  |      | （页面存档备份，存于） |
| 清丁觀鵬太平春市圖卷 |      | 2015年10月19日  |      | （页面存档备份，存于） |
| 宋范安仁魚藻圖卷 |      | 2015年10月19日  |      | （页面存档备份，存于） |
| 宋蕭照關山行旅 (集古名繪冊第10開) |      | 2015年12月18日  |      | （页面存档备份，存于） |
| 明王紱淇渭圖軸 |      | 2015年12月18日  |      | （页面存档备份，存于） |
| 宋許道寧喬木圖軸 |      | 2015年12月18日  |      | （页面存档备份，存于） |
| 五代人浣月圖軸 |      | 2015年12月18日  |      | （页面存档备份，存于） |
| 宋范寬雪山蕭寺圖軸 |      | 2015年12月18日  |      | （页面存档备份，存于） |
| 清唐岱仿范寬畫幅軸 |      | 2015年12月18日  |      | （页面存档备份，存于） |
| 宋人牋牘冊 |      | 2015年12月18日  |      | （页面存档备份，存于） |
| 徐渭書杜甫秋興八首（元明書翰第四十六冊) |      | 2015年12月18日  |      | （页面存档备份，存于） |
| 清 鼻煙壺、碟組 |      | 2016年1月4日    |      | （页面存档备份，存于） |
| 清乾隆 綠玻璃灑金星鼻煙壺 |      | 2016年1月4日    |      | （页面存档备份，存于） |
| 清乾隆 玻璃胎畫琺瑯鼻煙壺四十二件(附蒔繪漆盒) |      | 2016年1月4日    |      | （页面存档备份，存于） |
| 清乾隆 黑玻璃灑金星鼻煙壺 |      | 2016年1月4日    |      | （页面存档备份，存于） |
| 清乾隆 藍色透明玻璃刻花鼻煙壺 |      | 2016年1月4日    |      | （页面存档备份，存于） |
| 清乾隆 藍玻璃描金葫蘆鼻煙壺 |      | 2016年1月4日    |      | （页面存档备份，存于） |
| 清乾隆 玻璃胎畫琺瑯人物鼻煙壺 |      | 2016年1月4日    |      | （页面存档备份，存于） |
| 清雍正 玻璃胎琺瑯彩竹節式鼻煙壺 |      | 2016年1月4日    |      | （页面存档备份，存于） |
| 清雍正 銅胎畫琺瑯紅地白梅鼻煙壺 |      | 2016年1月4日    |      | （页面存档备份，存于） |
| 清雍正 銅胎畫琺瑯黑地白梅鼻煙壺 |      | 2016年1月4日    |      | （页面存档备份，存于） |
| 清雍正 銅胎畫琺瑯包袱式孔雀尾鼻煙壺(故琺000204) |      | 2016年1月4日    |      | （页面存档备份，存于） |
| 清雍正 銅胎畫琺瑯包袱式孔雀尾鼻煙壺(故琺000209) |      | 2016年1月4日    |      | （页面存档备份，存于） |
| 清雍正 銅胎畫琺瑯杏林春燕花蝶鼻煙壺 |      | 2016年1月4日    |      | （页面存档备份，存于） |
| 清雍正 銅胎畫琺瑯黑地五彩流雲玉兔秋香鼻煙壺 |      | 2016年1月4日    |      | （页面存档备份，存于） |
| 清雍正 銅胎畫琺瑯紫地開光牡丹荷蓮鼻煙壺 |      | 2016年1月4日    |      | （页面存档备份，存于） |
| 清康熙 銅胎畫琺瑯雙蝶鼻煙壺 |      | 2016年1月4日    |      | （页面存档备份，存于） |
| 清康熙 銅胎畫琺瑯嵌蒔繪漆片鼻煙壺 |      | 2016年1月4日    |      | （页面存档备份，存于） |
| 西藏十三世紀阿彌陀佛唐卡 |      | 2016年4月27日   |      | （页面存档备份，存于） |
| 清郎世寧畫花底仙尨軸 |      | 2016年4月27日   |      | （页面存档备份，存于） |
| 清石濤自寫種松圖小照卷 |      | 2016年4月27日   |      | （页面存档备份，存于） |
| 清郎世寧畫瑪瑺斫陣圖卷 |      | 2016年4月27日   |      | （页面存档备份，存于） |
| 西藏十三世紀達壟寺堪布桑杰溫像唐卡 |      | 2016年8月3日    |      | （页面存档备份，存于） |
| 清王鑑倣黃公望煙浮遠岫圖軸 |      | 2016年8月3日    |      | （页面存档备份，存于） |
| 明藍瑛溪山雪霽軸 |      | 2016年8月3日    |      | （页面存档备份，存于） |
| 明張宏石屑山圖軸 |      | 2016年8月3日    |      | （页面存档备份，存于） |
| 元趙雍江山放艇圖軸 |      | 2016年8月3日    |      | （页面存档备份，存于） |
| 明董其昌書白居易琵琶行冊 |      | 2016年8月3日    |      | （页面存档备份，存于） |
| 明董其昌書呂仙詩卷 |      | 2016年8月3日    |      | （页面存档备份，存于） |
| 明董其昌書杜律冊 |      | 2016年8月3日    |      | （页面存档备份，存于） |
| 明董其昌奇峰白雲圖軸 |      | 2016年8月3日    |      | （页面存档备份，存于） |
| 明董其昌論畫冊 |      | 2016年8月3日    |      | （页面存档备份，存于） |
| 明董其昌書杜詩冊 |      | 2016年8月3日    |      | （页面存档备份，存于） |
| 明董其昌論書冊 |      | 2016年8月3日    |      | （页面存档备份，存于） |
| 明董其昌葑涇訪古圖軸 |      | 2016年8月3日    |      | （页面存档备份，存于） |
| 明董其昌臨月儀帖卷 |      | 2016年8月3日    |      | （页面存档备份，存于） |
| 明董其昌書輞川詩冊 |      | 2016年8月3日    |      | （页面存档备份，存于） |
| 明董其昌臨古卷 |      | 2016年8月3日    |      | （页面存档备份，存于） |
| 五代南唐巨然秋山圖軸 |      | 2016年8月3日    |      | （页面存档备份，存于） |
| 五代南唐巨然雪圖軸 |      | 2016年8月3日    |      | （页面存档备份，存于） |
| 宋米友仁雲山得意圖卷 |      | 2016年8月3日    |      | （页面存档备份，存于） |
| 清雍正洋彩瓷紅地四季花卉鍾 |      | 2017年1月16日   |      | （页面存档备份，存于） |
| 清雍正洋彩瓷紅地牡丹碗(故瓷017339) |      | 2017年1月16日   |      | （页面存档备份，存于） |
| 清雍正洋彩瓷紅地牡丹碗(故瓷017338) |      | 2017年1月16日   |      | （页面存档备份，存于） |
| 清雍正洋彩瓷紅地花卉碗(故瓷017561) |      | 2017年1月16日   |      | （页面存档备份，存于） |
| 清雍正洋彩瓷紅地花卉碗(故瓷008574) |      | 2017年1月16日   |      | （页面存档备份，存于） |
| 清雍正洋彩瓷紅地花卉碗(故瓷008572) |      | 2017年1月16日   |      | （页面存档备份，存于） |
| 清康熙琺瑯彩瓷紅地花卉碗(故瓷014140) |      | 2017年1月16日   |      | （页面存档备份，存于） |
| 清康熙琺瑯彩瓷紅地花卉碗(故瓷014138) |      | 2017年1月16日   |      | （页面存档备份，存于） |
| 清雍正琺瑯彩瓷黑地白梅碟 |      | 2017年1月16日   |      | （页面存档备份，存于） |
| 清雍正琺瑯彩瓷藍地白梅碟 |      | 2017年1月16日   |      | （页面存档备份，存于） |
| 清雍正琺瑯彩瓷藍地白梅碟 |      | 2017年1月16日   |      | （页面存档备份，存于） |
| 清雍正琺瑯彩瓷紅地翠竹碟 |      | 2017年1月16日   |      | （页面存档备份，存于） |
| 清雍正琺瑯彩瓷紅地菊花碟 |      | 2017年1月16日   |      | （页面存档备份，存于） |
| 清雍正琺瑯彩瓷紅地團花開光花鳥碗(故瓷014149) |      | 2017年1月16日   |      | （页面存档备份，存于） |
| 清雍正琺瑯彩瓷紅地團花開光花鳥碗(故瓷014146) |      | 2017年1月16日   |      | （页面存档备份，存于） |
| 清雍正琺瑯彩瓷黃地牡丹碗 |      | 2017年1月16日   |      | （页面存档备份，存于） |
| 清康熙琺瑯彩瓷黃地蓮花碗 |      | 2017年1月16日   |      | （页面存档备份，存于） |
| 清康熙琺瑯彩瓷紅地罌粟花碗 |      | 2017年1月16日   |      | （页面存档备份，存于） |
| 清康熙琺瑯彩瓷紅地牡丹碗 |      | 2017年1月16日   |      | （页面存档备份，存于） |
| 清雍正琺瑯彩瓷黃地番蓮盤 |      | 2017年1月16日   |      | （页面存档备份，存于） |
| 宋王詵瀛山圖卷 |      | 2017年2月3日    |      | （页面存档备份，存于） |
| 元人建章宮圖卷 |      | 2017年2月3日    |      | （页面存档备份，存于） |
| 宋牟仲甫松芝群鹿(宋元集繪冊) |      | 2017年2月3日    |      | （页面存档备份，存于） |
| 宋趙令穰柳亭行旅(名繪集珍冊) |      | 2017年2月3日    |      | （页面存档备份，存于） |
| 宋易元吉喬柯猿挂(藝苑藏真上冊) |      | 2017年2月3日    |      | （页面存档备份，存于） |
| 明王諤畫溪橋訪友軸 |      | 2017年2月3日    |      | （页面存档备份，存于） |
| 明王紱獨樹圖軸 |      | 2017年2月3日    |      | （页面存档备份，存于） |
| 元人嘉禾圖軸 |      | 2017年2月3日    |      | （页面存档备份，存于） |
| 元人射雁圖軸 |      | 2017年2月3日    |      | （页面存档备份，存于） |
| 宋人秋荷野鳧圖軸 |      | 2017年2月3日    |      | （页面存档备份，存于） |
| 宋拓多寶佛塔碑冊 |      | 2017年2月3日    |      | （页面存档备份，存于） |
| 元緙絲吉祥喜金剛軸 |      | 2017年5月23日   |      | （页面存档备份，存于） |
| 西藏十三世紀達壟寺堪布札希貝唐卡 |      | 2017年5月23日   |      | （页面存档备份，存于） |
| 元曹知白雙松圖軸 |      | 2017年5月23日   |      | （页面存档备份，存于） |
| 元人集錦卷 |      | 2017年5月23日   |      | （页面存档备份，存于） |
| 宋緙繡開泰圖軸 |      | 2017年5月23日   |      | （页面存档备份，存于） |
| 五代南唐巨然溪山林藪圖軸 |      | 2017年5月23日   |      | （页面存档备份，存于） |
| 宋許道寧松下曳杖（歷代名繪冊8) |      | 2017年5月23日   |      | （页面存档备份，存于） |
| 明文徵明書赤壁賦卷 |      | 2017年5月23日   |      | （页面存档备份，存于） |
| 宋葉肖巖西湖十景圖冊 |      | 2017年5月23日   |      | （页面存档备份，存于） |
| 西藏十八世紀薩迦派祖師像唐卡軸 |      | 2017年5月23日   |      | （页面存档备份，存于） |
| 宋緙絲佛像軸 |      | 2017年5月23日   |      | （页面存档备份，存于） |
| 清緙繡九羊啟泰軸 |      | 2017年5月23日   |      | （页面存档备份，存于） |
| 宋郭熙山莊高逸軸 |      | 2017年5月23日   |      | （页面存档备份，存于） |
| 宋人溪山暮雪軸 |      | 2017年5月23日   |      | （页面存档备份，存于） |
| 欽定古今圖書集成(文淵閣陳設本) |      | 2017年5月26日   |      | （页面存档备份，存于） |
| 欽定古今圖書集成(皇極殿陳設本) |      | 2017年10月13日  |      | （页面存档备份，存于） |
| 欽定古今圖書集成(乾清宮陳設本) |      | 2017年5月26日   |      | （页面存档备份，存于） |
| 清雍正洋彩瓷紅地四季花卉鍾(中瓷000602) |      | 2017年10月13日  |      | （页面存档备份，存于） |
| 清雍正洋彩瓷紅地四季花卉鍾(中瓷001264) |      | 2017年10月13日  |      | （页面存档备份，存于） |
| 清雍正洋彩瓷紅地開光花卉鍾(故瓷017750) |      | 2017年10月13日  |      | （页面存档备份，存于） |
| 清雍正洋彩瓷紅地開光花卉鍾(故瓷017751) |      | 2017年10月13日  |      | （页面存档备份，存于） |
| 清雍正琺瑯彩瓷虞美人花碟 (一對) |      | 2017年10月13日  |      | （页面存档备份，存于） |
| 清雍正琺瑯彩瓷菊花碟(一對) |      | 2017年10月13日  |      | （页面存档备份，存于） |
| 清雍正琺瑯彩瓷芙蓉桂花碟(一對) |      | 2017年10月13日  |      | （页面存档备份，存于） |
| 清雍正琺瑯彩瓷薔薇花碟(一對) |      | 2017年10月13日  |      | （页面存档备份，存于） |
| 清雍正琺瑯彩瓷萱花月季碟(一對) |      | 2017年10月13日  |      | （页面存档备份，存于） |
| 清雍正琺瑯彩瓷月季竹石碟(一對) |      | 2017年10月13日  |      | （页面存档备份，存于） |
| 清雍正琺瑯彩瓷綠地桃竹碟(一對) |      | 2017年10月13日  |      | （页面存档备份，存于） |
| 清雍正琺瑯彩瓷黃地梅花碟(一對) |      | 2017年10月13日  |      | （页面存档备份，存于） |
| 清雍正琺瑯彩瓷黃地月季碟(一對) |      | 2017年10月13日  |      | （页面存档备份，存于） |
| 清雍正琺瑯彩瓷玉棠富貴碟(一對) |      | 2017年10月13日  |      | （页面存档备份，存于） |
| 清雍正琺瑯彩赭墨梅花碟(一對) |      | 2017年10月13日  |      | （页面存档备份，存于） |
| 清雍正琺瑯彩瓷赭墨梅花盤(一對) |      | 2017年10月13日  |      | （页面存档备份，存于） |
| 清雍正琺瑯彩瓷赭墨山水盤(故瓷008659) |      | 2017年10月13日  |      | （页面存档备份，存于） |
| 清雍正琺瑯彩瓷赭墨山水盤(故瓷008660) |      | 2017年10月13日  |      | （页面存档备份，存于） |
| 清雍正琺瑯彩瓷赭墨竹石圖碗(ㄧ對) |      | 2017年10月13日  |      | （页面存档备份，存于） |
| 清雍正琺瑯彩瓷赭墨竹石圖碗(中瓷000206) |      | 2017年10月13日  |      | （页面存档备份，存于） |
| 清雍正琺瑯彩瓷赭墨竹石圖碗(中瓷001233) |      | 2017年10月13日  |      | （页面存档备份，存于） |
| 元顧安畫墨竹軸 |      | 2017年11月2日   |      | （页面存档备份，存于） |
| 明代帝后半身像（二)冊 |      | 2017年11月2日   |      | （页面存档备份，存于） |
| 宋元寶翰冊 |      | 2017年11月2日   |      | （页面存档备份，存于） |
| 元朱德潤林下鳴琴軸 |      | 2017年11月2日   |      | （页面存档备份，存于） |
| 明倪端捕魚圖軸 |      | 2017年11月2日   |      | （页面存档备份，存于） |
| 清王翬仿趙孟頫江村清夏圖軸 |      | 2017年11月2日   |      | （页面存档备份，存于） |
| 明王寵書雜詩卷 |      | 2017年11月2日   |      | （页面存档备份，存于） |
| 宋常杓篆書宋人詞冊 |      | 2017年11月2日   |      | （页面存档备份，存于） |
| 唐褚遂良臨王獻之飛鳥帖卷 |      | 2017年11月2日   |      | （页面存档备份，存于） |
| 明崔子忠畫蘇軾留帶圖軸 |      | 2017年11月2日   |      | （页面存档备份，存于） |
| 明錢穀惠山煮泉圖軸 |      | 2017年11月2日   |      | （页面存档备份，存于） |
| 元顏輝畫猿軸 |      | 2017年11月2日   |      | （页面存档备份，存于） |
| 元顧安畫墨竹軸 |      | 2017年11月2日   |      | （页面存档备份，存于） |
| 宋人畫子母雞圖軸 |      | 2017年11月2日   |      | （页面存档备份，存于） |
| 明代帝后半身像（一)冊 |      | 2017年11月2日   |      | （页面存档备份，存于） |
| 元吳廷暉龍舟奪標軸 |      | 2018年3月21日   |      | （页面存档备份，存于） |
| 宋劉松年補衲圖軸 |      | 2018年3月21日   |      | （页面存档备份，存于） |
| 宋許迪野蔬草蟲(宋元集繪冊) |      | 2018年3月21日   |      | （页面存档备份，存于） |
| 明呂紀雪景翎毛軸 |      | 2018年3月21日   |      | （页面存档备份，存于） |
| 宋李嵩畫羅漢軸 |      | 2018年3月21日   |      | （页面存档备份，存于） |
| 明董其昌臨爭坐位帖冊 |      | 2018年3月21日   |      | （页面存档备份，存于） |
| 明文徵明書蘭亭敘卷 |      | 2018年3月21日   |      | （页面存档备份，存于） |
| 宋人卞莊子刺虎圖卷 |      | 2018年3月21日   |      | （页面存档备份，存于） |
| 清雍正琺瑯彩瓷綠地萱花草蟲鍾 |      | 2018年3月31日   |      | （页面存档备份，存于） |
| 清雍正琺瑯彩瓷綠竹長春花鳥碗(一對) |      | 2018年3月31日   |      | （页面存档备份，存于） |
| 清雍正琺瑯彩瓷月季竹石碗(一對) |      | 2018年3月31日   |      | （页面存档备份，存于） |
| 清雍正琺瑯彩瓷竹石碗(一對) |      | 2018年3月31日   |      | （页面存档备份，存于） |
| 清雍正琺瑯彩瓷石榴花鳥碗(一對) |      | 2018年3月31日   |      | （页面存档备份，存于） |
| 清雍正琺瑯彩瓷綠竹長春碗(一對) |      | 2018年3月31日   |      | （页面存档备份，存于） |
| 清雍正琺瑯彩瓷綠地月季翠竹碗(一對) |      | 2018年3月31日   |      | （页面存档备份，存于） |
| 清雍正琺瑯彩瓷萬壽圖碗(一對) |      | 2018年3月31日   |      | （页面存档备份，存于） |
| 清雍正 琺瑯彩瓷玉堂富貴圖碗(一對) |      | 2018年3月31日   |      | （页面存档备份，存于） |
| 清雍正 琺瑯彩瓷石榴黃鸝碗(一對) |      | 2018年3月31日   |      | （页面存档备份，存于） |
| 清雍正琺瑯彩瓷石榴黃鸝鍾(一對) |      | 2018年3月31日   |      | （页面存档备份，存于） |
| 清雍正琺瑯彩瓷綠地梅竹先春鍾(一對) |      | 2018年3月31日   |      | （页面存档备份，存于） |
| 清雍正 琺瑯彩瓷菊花鍾(一對) |      | 2018年3月31日   |      | （页面存档备份，存于） |
| 清雍正 琺瑯彩瓷黃地蓮花鍾(一對) |      | 2018年3月31日   |      | （页面存档备份，存于） |
| 清雍正琺瑯彩瓷黃地月季翠竹鍾(一對) |      | 2018年3月31日   |      | （页面存档备份，存于） |
| 清雍正琺瑯彩瓷竹雀圖杯(一對) |      | 2018年3月31日   |      | （页面存档备份，存于） |
| 清雍正琺瑯彩瓷青山水盤(一對) |      | 2018年3月31日   |      | （页面存档备份，存于） |
| 清雍正 琺瑯彩瓷青山水盤(一對) |      | 2018年3月31日   |      | （页面存档备份，存于） |
| 清雍正琺瑯彩瓷玉堂富貴盤(一對) |      | 2018年3月31日   |      | （页面存档备份，存于） |
| 清雍正琺瑯彩瓷海棠繡球花盤(一對) |      | 2018年3月31日   |      | （页面存档备份，存于） |
| 清雍正琺瑯彩瓷黃地梅竹先春盤(一對) |      | 2018年3月31日   |      | （页面存档备份，存于） |
| 清雍正琺瑯彩瓷黃地芝蘭祝壽圖盤(一對) |      | 2018年3月31日   |      | （页面存档备份，存于） |
| 清雍正琺瑯彩瓷竹石碟(一對) |      | 2018年3月31日   |      | （页面存档备份，存于） |
| 宋人法書（四)冊 |      | 2018年7月12日   |      | （页面存档备份，存于） |
| 宋人法書（二)冊 |      | 2018年7月12日   |      | （页面存档备份，存于） |
| 清雍正琺瑯彩瓷松梅圖盤(故瓷008805) |      | 2018年7月23日   |      | （页面存档备份，存于） |
| 清雍正琺瑯彩瓷五色牡丹碗(一對) |      | 2018年7月23日   |      | （页面存档备份，存于） |
| 清雍正琺瑯彩瓷梅竹碗(一對) |      | 2018年7月23日   |      | （页面存档备份，存于） |
| 清雍正琺瑯彩瓷眉壽長春圖碗 |      | 2018年7月23日   |      | （页面存档备份，存于） |
| 清雍正琺瑯彩瓷山茶梅花碗(一對) |      | 2018年7月23日   |      | （页面存档备份，存于） |
| 清雍正琺瑯彩瓷九蓮獻瑞碗(一對) |      | 2018年7月23日   |      | （页面存档备份，存于） |
| 清雍正琺瑯彩瓷綠地芙蓉桂花碗(一對) |      | 2018年7月23日   |      | （页面存档备份，存于） |
| 清雍正琺瑯彩瓷孔雀圖碗(一對) |      | 2018年7月23日   |      | （页面存档备份，存于） |
| 清雍正琺瑯彩瓷芝仙祝壽圖碗(一對) |      | 2018年7月23日   |      | （页面存档备份，存于） |
| 清雍正琺瑯彩瓷竹鵲碗(一對) |      | 2018年7月23日   |      | （页面存档备份，存于） |
| 清雍正琺瑯彩瓷錦堂富貴圖碗 |      | 2018年7月23日   |      | （页面存档备份，存于） |
| 清雍正琺瑯彩瓷黃地芝蘭祝壽圖碗 |      | 2018年7月23日   |      | （页面存档备份，存于） |
| 清雍正琺瑯彩瓷綠地菊花鍾 |      | 2018年7月23日   |      | （页面存档备份，存于） |
| 清雍正琺瑯彩瓷三秀盤(一對) |      | 2018年7月23日   |      | （页面存档备份，存于） |
| 清康熙洋彩瓷紅地四季花卉碗(一對) |      | 2018年7月23日   |      | （页面存档备份，存于） |
| 清雍正琺瑯彩瓷花竹圖盤(一對) |      | 2018年7月23日   |      | （页面存档备份，存于） |
| 清雍正琺瑯彩瓷松梅圖盤（故瓷014173) |      | 2018年7月23日   |      | （页面存档备份，存于） |
| 清雍正琺瑯彩瓷三秀盤(一對) |      | 2018年7月23日   |      | （页面存档备份，存于） |
| 清雍正琺瑯彩瓷時時報喜把壺 |      | 2018年7月23日   |      | （页面存档备份，存于） |
| 清雍正琺瑯彩瓷花蝶紋茶壺 |      | 2018年7月23日   |      | （页面存档备份，存于） |
| 清雍正琺瑯彩瓷虎丘山水碗(一對) |      | 2018年7月23日   |      | （页面存档备份，存于） |
| 清雍正琺瑯彩瓷青綠山水碗(一對) |      | 2018年7月23日   |      | （页面存档备份，存于） |
| 清雍正琺瑯彩瓷壽山福海圖碗(一對) |      | 2018年7月23日   |      | （页面存档备份，存于） |
| 清雍正琺瑯彩瓷久安長治碗(一對) |      | 2018年7月23日   |      | （页面存档备份，存于） |
| 清雍正琺瑯彩瓷茶梅十二喜碗(一對) |      | 2018年7月23日   |      | （页面存档备份，存于） |
| 清雍正琺瑯彩瓷五倫圖碗(一對) |      | 2018年7月23日   |      | （页面存档备份，存于） |
| 清雍正琺瑯彩瓷柳燕圖碗 |      | 2018年7月23日   |      | （页面存档备份，存于） |
| 明謝時臣四皓 軸 |      | 2019年2月14日   |      | （页面存档备份，存于） |
| 明陸治仙山玉洞圖 軸 |      | 2019年2月14日   |      | （页面存档备份，存于） |
| 明石芮軒轅問道圖 卷 |      | 2019年2月14日   |      | （页面存档备份，存于） |
| 明崔子忠雲中雞犬 軸 |      | 2019年2月14日   |      | （页面存档备份，存于） |
| 明冷謙白岳圖 軸 |      | 2019年2月14日   |      | （页面存档备份，存于） |
| 乃孫作祖己鼎 |      | 2019年2月14日   |      | （页面存档备份，存于） |
| 鑲嵌松綠石獸面紋匕(附木座) |      | 2019年2月14日   |      | （页面存档备份，存于） |
| 亞醜方觚 |      | 2019年2月14日   |      | （页面存档备份，存于） |
| 獸面紋盂 |      | 2019年2月14日   |      | （页面存档备份，存于） |
| 縣妀簋 |      | 2019年2月14日   |      | （页面存档备份，存于） |
| 頌鼎 |      | 2019年2月14日   |      | （页面存档备份，存于） |
| 史頌簋 |      | 2019年2月14日   |      | （页面存档备份，存于） |
| 召卣 |      | 2019年2月14日   |      | （页面存档备份，存于） |
| 夷曰匜 |      | 2019年2月14日   |      | （页面存档备份，存于） |
| 師湯父鼎 |      | 2019年2月14日   |      | （页面存档备份，存于） |
| 鄂侯簋 |      | 2019年2月14日   |      | （页面存档备份，存于） |
| 嵌綠松石金屬絲犧尊 |      | 2019年2月14日   |      | （页面存档备份，存于） |
| 越王州句劍 |      | 2019年2月14日   |      | （页面存档备份，存于） |
| 大鼎 |      | 2019年2月14日   |      | （页面存档备份，存于） |
| 鄝公鼎 |      | 2019年2月14日   |      | （页面存档备份，存于） |
| 垂鱗紋瓠形壺 |      | 2019年2月14日   |      | （页面存档备份，存于） |
| 亞醜者姤方尊（附木座) |      | 2019年2月14日   |      | （页面存档备份，存于） |
| 政和鼎 |      | 2019年2月14日   |      | （页面存档备份，存于） |
| 夷則鎛鐘（附宋代至明代玉飾件、鎏金鈎) |      | 2019年2月14日   |      | （页面存档备份，存于） |
| 紹興豆 |      | 2019年2月14日   |      | （页面存档备份，存于） |
| 西藏 青銅鎏金南天王立像(附木座) |      | 2019年2月14日   |      | （页面存档备份，存于） |
| 宋人江帆山市 卷 |      | 2019年2月18日   |      | （页面存档备份，存于） |
| 明邊文進三友百禽圖 軸 |      | 2019年2月18日   |      | （页面存档备份，存于） |
| 宋李公麟山莊圖 卷 |      | 2019年2月18日   |      | （页面存档备份，存于） |
| 明宣宗書上林冬暖詩 軸 |      | 2019年2月18日   |      | （页面存档备份，存于） |
| 宋四家集 冊 |      | 2019年2月18日   |      | （页面存档备份，存于） |
| 明李東陽自書詩帖 卷 |      | 2019年2月18日   |      | （页面存档备份，存于） |
| 元陳琳溪鳧圖 軸 |      | 2019年2月18日   |      | （页面存档备份，存于） |
| 元趙孟頫趙氏一門法書 冊 |      | 2019年2月18日   |      | （页面存档备份，存于） |
| 明商喜四仙拱壽圖 軸 |      | 2019年2月18日   |      | （页面存档备份，存于） |
| 清惲壽平五清圖軸 |      | 2019年2月18日   |      | （页面存档备份，存于） |
| 清王翬夏山烟雨圖 卷 |      | 2019年2月18日   |      | （页面存档备份，存于） |
| 宋吳炳榴開見子 |      | 2019年6月26日   |      | （页面存档备份，存于） |
| 宋人竹樹馴雀 |      | 2019年7月26日   |      | （页面存档备份，存于） |
| 民國林玉山雙鶉圖 |      | 2019年7月26日   |      | （页面存档备份，存于） |
| 明陳洪綬仙人獻壽圖 軸 |      | 2019年7月26日   |      | （页面存档备份，存于） |
| 宋賢書翰 冊 (宋蔡襄致彥猷尺牘、宋蘇軾書尺牘、宋黃庭堅書藥方、宋米芾書尺牘、宋薛紹彭書詩帖01、宋薛紹彭書詩帖02、宋錢勰致知郡工部尺牘、宋劉燾書尺牘、宋韓世忠致運使直閣侍史尺牘、宋韓彥質致大縣宣教尺牘、宋汪藻致嘉謨通判朝奉尺牘、宋葉夢得書尺牘、宋吳說書尺牘、宋吳琚致觀使開府相公、宋揚旡咎書尺牘、宋張舜民書尺牘、宋范成大書尺牘、宋陸游書劄子01、宋陸游書劄子02、宋朱熹致教授學士尺牘、宋張九成書尺牘、宋陳與義書詠水仙花詩、陳奕禧題) |      | 2019年7月26日   |      | （页面存档备份，存于） |
| 明陳洪綬玩菊圖 軸 |      | 2019年7月26日   |      | （页面存档备份，存于） |
| 紈扇畫冊 冊 無款松陰庭院 |      | 2019年7月26日   |      | （页面存档备份，存于） |
| 明孝宗坐像 軸 |      | 2019年7月26日   |      | （页面存档备份，存于） |
| 明熹宗坐像 軸 |      | 2019年7月26日   |      | （页面存档备份，存于） |
| 明王問煮茶圖 卷 |      | 2019年7月26日   |      | （页面存档备份，存于） |
| 明文伯仁松岡竹塢圖 軸 |      | 2019年7月26日   |      | （页面存档备份，存于） |
| 宋惠崇 秋浦雙鴛 |      | 2019年7月26日   |      | （页面存档备份，存于） |
| 宋徐崇嗣枇杷綬帶 |      | 2019年7月26日   |      | （页面存档备份，存于） |
| 宋崔白畫枇杷孔雀 |      | 2019年7月26日   |      | （页面存档备份，存于） |
| 宋王定國雪景寒禽 |      | 2019年7月26日   |      | （页面存档备份，存于） |
| 宋李安忠野卉秋鶉 |      | 2019年7月26日   |      | （页面存档备份，存于） |
| 宋李迪穀豐安樂 |      | 2019年7月26日   |      | （页面存档备份，存于） |
| 綠釉陶鍾 |      | 2019年7月26日   |      | （页面存档备份，存于） |
| 龍泉窯青瓷紙槌瓶 |      | 2019年7月26日   |      | （页面存档备份，存于） |
| 鈞窯天藍長方枕 |      | 2019年7月26日   |      | （页面存档备份，存于） |
| 黑陶繭形壺 |      | 2019年7月26日   |      | （页面存档备份，存于） |
| 鈞窯天青釉紫斑如意枕 |      | 2019年7月26日   |      | （页面存档备份，存于） |
| 龍泉窯青瓷弦紋貫耳壺 |      | 2019年7月26日   |      | （页面存档备份，存于） |
| 定窯白瓷盤口瓶 |      | 2019年7月26日   |      | （页面存档备份，存于） |
| 定窯白瓷劃花牡丹紋碟(故瓷009826) |      | 2019年7月26日   |      | （页面存档备份，存于） |
| 定窯白瓷劃花牡丹紋碟(故瓷003028) |      | 2019年7月26日   |      | （页面存档备份，存于） |
| 青白瓷水波紋枕 |      | 2019年7月26日   |      | （页面存档备份，存于） |
| 哥窯青瓷葵口盤(故瓷017830) |      | 2019年7月26日   |      | （页面存档备份，存于） |
| 定窯系白瓷劃花如意枕 |      | 2019年7月26日   |      | （页面存档备份，存于） |
| 汝窯青瓷碟(故瓷017698) |      | 2019年7月26日   |      | （页面存档备份，存于） |
| 汝窯青瓷碟(故瓷009827) |      | 2019年7月26日   |      | （页面存档备份，存于） |
| 哥窯青瓷葵口碟(故瓷017140) |      | 2019年7月26日   |      | （页面存档备份，存于） |
| 汝窯青瓷碟(故瓷008284) |      | 2019年7月26日   |      | （页面存档备份，存于） |
| 哥窯青瓷葵口碗 |      | 2019年7月26日   |      | （页面存档备份，存于） |
| 青瓷葵口盤 |      | 2019年7月26日   |      | （页面存档备份，存于） |
| 青瓷筆捵 |      | 2019年7月26日   |      | （页面存档备份，存于） |
| 官窯青瓷葵花式洗 |      | 2019年7月26日   |      | （页面存档备份，存于） |
| 汝窯青瓷碟(故瓷017850) |      | 2019年7月26日   |      | （页面存档备份，存于） |
| 汝窯青瓷盤(故瓷017854) |      | 2019年7月26日   |      | （页面存档备份，存于） |
| 汝窯青瓷盤(故瓷013962) |      | 2019年7月26日   |      | （页面存档备份，存于） |
| 汝窯青瓷盤(故瓷017855) |      | 2019年7月26日   |      | （页面存档备份，存于） |
| 官窯青瓷紙槌瓶 |      | 2019年7月26日   |      | （页面存档备份，存于） |
| 汝窯青瓷水仙盆 |      | 2019年7月26日   |      | （页面存档备份，存于） |
| 汝窯青瓷膽瓶 |      | 2019年7月26日   |      | （页面存档备份，存于） |
| 官窯青瓷葵口盤(故瓷010347) |      | 2019年7月26日   |      | （页面存档备份，存于） |
| 官窯青瓷葵口盤(故瓷008823) |      | 2019年7月26日   |      | （页面存档备份，存于） |
| 官窯青瓷葵口碗(故瓷013970) |      | 2019年7月26日   |      | （页面存档备份，存于） |
| 官窯青瓷葵口洗(故瓷013967) |      | 2019年7月26日   |      | （页面存档备份，存于） |
| 官窯青瓷葵口洗(故瓷013969) |      | 2019年7月26日   |      | （页面存档备份，存于） |
| 官窯青瓷弦紋貫耳壺 |      | 2019年7月26日   |      | （页面存档备份，存于） |
| 官窯青瓷三登方壺 |      | 2019年7月26日   |      | （页面存档备份，存于） |
| 官窯青瓷弦紋瓶 |      | 2019年7月26日   |      | （页面存档备份，存于） |
| 官窯青瓷八方弦紋盤口瓶(故瓷016924) |      | 2019年7月26日   |      | （页面存档备份，存于） |
| 官窯青瓷八方弦紋盤口瓶(故瓷017701) |      | 2019年7月26日   |      | （页面存档备份，存于） |
| 青瓷橢圓硯 |      | 2019年7月26日   |      | （页面存档备份，存于） |
| 官窯青瓷葵口碟(故瓷017157) |      | 2019年7月26日   |      | （页面存档备份，存于） |
| 哥窯青瓷葵口盤(故瓷017832) |      | 2019年7月26日   |      | （页面存档备份，存于） |
| 哥窯青瓷葵口碟(故瓷003270) |      | 2019年7月26日   |      | （页面存档备份，存于） |
| 哥窯青瓷葵口碟(故瓷003271) |      | 2019年7月26日   |      | （页面存档备份，存于） |
| 官窯青瓷葵口碟(故瓷017721) |      | 2019年7月26日   |      | （页面存档备份，存于） |
| 官窯青瓷葵口碟(故瓷017720) |      | 2019年7月26日   |      | （页面存档备份，存于） |
| 哥窯青瓷葵口盤(故瓷017831) |      | 2019年7月26日   |      | （页面存档备份，存于） |
| 明至清初錯金銀雲紋犧尊 |      | 2019年12月24日  |      | （页面存档备份，存于） |
| 清康熙銅胎畫琺瑯四季花卉膽瓶 |      | 2019年12月24日  |      | （页面存档备份，存于） |
| 清雍正銅胎畫琺瑯藍地四季花卉渣斗 |      | 2019年12月24日  |      | （页面存档备份，存于） |
| 清三松款雕竹荷葉式水盛 |      | 2019年12月24日  |      | （页面存档备份，存于） |
| 清乾隆陳祖章雕橄欖核舟 |      | 2019年12月24日  |      | （页面存档备份，存于） |
| 清乾隆銅胎畫琺瑯風景蓋罐 |      | 2019年12月24日  |      | （页面存档备份，存于） |
| 清康熙松花石山水紋硯 |      | 2019年12月24日  |      | （页面存档备份，存于） |
| 清乾隆洋彩瓷開光山水雙耳轉頸瓶 |      | 2019年12月24日  |      | （页面存档备份，存于） |
| 清乾隆琺瑯彩瓷紅錦地菊花碗(一對) |      | 2019年12月24日  |      | （页面存档备份，存于） |
| 清太平有象瓷尊 |      | 2019年12月24日  |      | （页面存档备份，存于） |
| 清乾隆洋彩冬景山水梅瓶(一對) |      | 2019年12月24日  |      | （页面存档备份，存于） |
| 南宋吉州窯烏金釉葉紋碗 |      | 2019年12月24日  |      | （页面存档备份，存于） |
| 北宋定窯黑釉鷓鴣斑碗 |      | 2019年12月24日  |      | （页面存档备份，存于） |
| 金至元鈞窯天青窯變紫斑圓盤 |      | 2019年12月24日  |      | （页面存档备份，存于） |
| 明永樂青花花卉紋洗 |      | 2019年12月24日  |      | （页面存档备份，存于） |
| 商末周初嬰祖丁鼎 |      | 2019年12月24日  |      | （页面存档备份，存于） |
| 御筆詩經圖 |      | 2019年12月26日  |      | （页面存档备份，存于） |
| 明董其昌書呂仙詩 卷 |      | 2020年5月6日    |      | （页面存档备份，存于） |
| 清姚文翰袁瑛合筆盤山圖 軸 |      | 2020年5月6日    |      | （页面存档备份，存于） |
| 明王問詩帖 冊 |      | 2020年5月6日    |      | （页面存档备份，存于） |
| 明沈士充天香書屋圖 軸 |      | 2020年5月6日    |      | （页面存档备份，存于） |
| 明孫克弘銷閒清課圖 卷 |      | 2020年5月6日    |      | （页面存档备份，存于） |
| 明周文靖雪夜訪戴 軸 |      | 2020年5月6日    |      | （页面存档备份，存于） |
| 清 仿汝釉青瓷臂擱(故瓷17785) |      | 2020年5月19日   |      | （页面存档备份，存于） |
| 清 仿汝釉青瓷臂擱(故瓷18043) |      | 2020年5月19日   |      | （页面存档备份，存于） |
| 清 白瓷瓶 |      | 2020年5月19日   |      | （页面存档备份，存于） |
| 清 白瓷雙耳三足爐 |      | 2020年5月19日   |      | （页面存档备份，存于） |
| 清 仿汝釉青瓷水仙盆 |      | 2020年5月19日   |      | （页面存档备份，存于） |
| 清 仿官釉青瓷瓶 |      | 2020年5月19日   |      | （页面存档备份，存于） |
| 清 仿官釉青瓷弦紋瓶 |      | 2020年5月19日   |      | （页面存档备份，存于） |
| 清 仿官釉青瓷筆筒 |      | 2020年5月19日   |      | （页面存档备份，存于） |
| 清 仿官釉青瓷三登方壺 |      | 2020年5月19日   |      | （页面存档备份，存于） |
| 清 仿官釉青瓷六方弦紋瓶(中瓷1099) |      | 2020年5月19日   |      | （页面存档备份，存于） |
| 清 仿官釉青瓷八方弦紋瓶 |      | 2020年5月19日   |      | （页面存档备份，存于） |
| 清 仿官釉青瓷貫耳壺(故瓷17905) |      | 2020年5月19日   |      | （页面存档备份，存于） |
| 清 仿官釉青瓷杏葉貫耳壺(故瓷18051) |      | 2020年5月19日   |      | （页面存档备份，存于） |
| 清 仿官釉青瓷杏葉貫耳壺(故瓷17709) |      | 2020年5月19日   |      | （页面存档备份，存于） |
| 明 仿官釉青瓷三孔扁壺 |      | 2020年5月19日   |      | （页面存档备份，存于） |
| 南宋 官窯青瓷龍紋洗 |      | 2020年5月19日   |      | （页面存档备份，存于） |
| 金至元 鈞窯天青海棠式碟 |      | 2020年5月19日   |      | （页面存档备份，存于） |
| 北宋至金 定窯白瓷劃花蓮花紋碟 |      | 2020年5月19日   |      | （页面存档备份，存于） |
| 北宋至金 定窯白瓷印花舞鳳紋盤 |      | 2020年5月19日   |      | （页面存档备份，存于） |
| 北宋至金 定窯白瓷劃花蟠龍紋洗 |      | 2020年5月19日   |      | （页面存档备份，存于） |
| 北宋至金 定窯白瓷印花蟠龍紋碟 |      | 2020年5月19日   |      | （页面存档备份，存于） |
| 北宋至金 定窯白瓷印花瑞獸紋花式洗 |      | 2020年5月19日   |      | （页面存档备份，存于） |
| 明 白瓷印花天祿流雲方洗(故瓷17732) |      | 2020年5月19日   |      | （页面存档备份，存于） |
| 明 白瓷印花天祿流雲方洗(故瓷17731) |      | 2020年5月19日   |      | （页面存档备份，存于） |
| 明 仿官釉青瓷弦紋貫耳壺 |      | 2020年5月19日   |      | （页面存档备份，存于） |
| 明 仿官釉青瓷三孔扁壺 |      | 2020年5月19日   |      | （页面存档备份，存于） |
| 明至清 仿官釉青瓷花插 |      | 2020年5月19日   |      | （页面存档备份，存于） |
| |      |                 |      |                        |
| 清 白瓷鍑式洗(帶銅膽) |      | 2020年5月19日   |      | （页面存档备份，存于） |
| 宋人畫問喘圖 卷 | 74   | 2021年4月7日    |      | （页面存档备份，存于） |
| 唐 周昉蠻夷執貢圖 | 73   | 2021年4月7日    |      | （页面存档备份，存于） |
| 宋葉夢鼎呈判府監丞郎中劄子 | 72   | 2021年4月7日    |      | （页面存档备份，存于） |
| 元倪瓚紫芝山房圖 軸 | 71   | 2021年4月7日    |      | （页面存档备份，存于） |
| 宋錢選秋瓜圖 軸 | 70   | 2021年4月7日    |      | （页面存档备份，存于） |
| 清王翬雲溪草堂圖 卷7 | 69   | 2021年4月7日    |      | （页面存档备份，存于） |
| 明董其昌臨十七帖 卷 | 68   | 2021年4月7日    |      | （页面存档备份，存于） |
| 清 乾隆《埏埴流光》圖冊 | .    | 2021年4月7日    |      | （页面存档备份，存于） |
| 隋-初唐 玉匣鏡 | 63   | 2021年4月7日    |      | （页面存档备份，存于） |
| 隋-初唐素月鏡附清乾隆鏡匣組 | 60   | 2021年4月7日    |      | （页面存档备份，存于） |
| 春秋晚期 者減鐘(故銅002378) | 59   | 2021年4月7日    |      | （页面存档备份，存于） |
| 春秋晚期 者減鐘(中銅000049) | 58   | 2021年4月7日    |      | （页面存档备份，存于） |
| 清「吉笵流輝」銅器匣 | 57   | 2021年4月7日    |      | （页面存档备份，存于） |
| 新莽-東漢早期 「仙人不老」博局鏡 附清 乾隆 鏡匣組 | 56   | 2021年4月7日    |      | （页面存档备份，存于） |
| 新石器時代良渚文化晚期 玉琮 附清宮裱綾銅膽、木座 | 55   | 2021年4月7日    |      | （页面存档备份，存于） |
| 清 乾隆 玉仙山樓閣山子 | 5 4  | 2021年4月7日    |      | （页面存档备份，存于） |
| 蒙兀兒帝國 花式玉盤 附清宮錦袱、裱錦木匣 | 53   | 2021年4月7日    |      | （页面存档备份，存于） |
| 中亞 青玉厚足碗 附清宮裱錦木匣 | 52   | 2021年4月7日    |      | （页面存档备份，存于） |
| 蒙兀兒帝國 玉瓜瓣杯附絲穗 | 51   | 2021年4月7日    |      | （页面存档备份，存于） |
| 鄂圖曼帝國 扭絲紋單柄玉碗 | 50   | 2021年4月7日    |      | （页面存档备份，存于） |
| 阿茲特克帝國黑曜石鏡 附清宮錦囊 | 49   | 2021年4月7日    |      | （页面存档备份，存于） |
| 南宋至元 青瓷凹稜瓶 | 48   | 2021年4月7日    |      | （页面存档备份，存于） |
| 清 仿官釉青瓷弦紋盤口瓶(故瓷17906) | 47   | 2021年4月7日    |      | （页面存档备份，存于） |
| 清 仿官釉青瓷弦紋盤口瓶(故瓷18223) | 46   | 2021年4月7日    |      | （页面存档备份，存于） |
| 清 仿官釉青瓷海棠式貫耳壺 | 45   | 2021年4月7日    |      | （页面存档备份，存于） |
| 元至明 青瓷葵口碗 | 44   | 2021年4月7日    |      | （页面存档备份，存于） |
| 明 宣德 霽青釉盤 | 43   | 2021年4月7日    |      | （页面存档备份，存于） |
| 明 宣德 寶石紅釉碗 | 42   | 2021年4月7日    |      | （页面存档备份，存于） |
| 宋拓晉唐小楷 冊 | 41   | 2021年5月31日   |      | （页面存档备份，存于） |
| 明邊文進春花三喜 軸 | 40   | 2021年5月31日   |      | （页面存档备份，存于） |
| 元王蒙東山草堂圖 軸 | 37   | 2021年5月31日   |      | （页面存档备份，存于） |
| 明唐寅琴士圖 卷 | 36   | 2021年5月31日   |      | （页面存档备份，存于） |
| 元吳鎮篔簹清影圖 軸 | 35   | 2021年5月31日   |      | （页面存档备份，存于） |
| 元吳鎮篔簹清影圖 軸 | 34   | 2021年5月31日   |      | （页面存档备份，存于） |
| 明董其昌臨顏真卿告身帖 軸 | 33   | 2021年5月31日   |      | （页面存档备份，存于） |
| 宋元名繪 冊 宋王詵繡櫳曉鏡圖 | 32   | 2021年5月31日   |      | （页面存档备份，存于） |
| 宋李嵩聽阮圖 軸 | 31   | 2021年5月31日   |      | （页面存档备份，存于） |
| 集古名繪 冊 宋錢選招涼仕女 | 30   | 2021年5月31日   |      | （页面存档备份，存于） |
| 宋元名繪 冊 元人畫招涼仕女 | 29   | 2021年5月31日   |      | （页面存档备份，存于） |
| 雕紫檀蟠龍方盒百什件(附44件歷代珍玩) | 28   | 2021年6月9日    |      | （页面存档备份，存于） |
| 掐絲琺瑯螭耳罐(一對) | 27   | 2021年6月9日    |      | （页面存档备份，存于） |
| 御用金碗(附皮盒) | 26   | 2021年6月9日    |      | （页面存档备份，存于） |
| 雕象牙透花人物套球 | 25   | 2021年6月9日    |      | （页面存档备份，存于） |
| 清乾隆白瓷描紅荷露烹茶詩茶壺 | 21   | 2021年6月18日   |      | （页面存档备份，存于） |
| 清乾隆琺瑯彩錦上添花藍地茶鍾(故瓷17017) | 17   | 2021年6月23日   |      | （页面存档备份，存于） |
| 清乾隆琺瑯彩錦上添花藍地茶鍾(故瓷17018) | 16   | 2021年6月23日   |      | （页面存档备份，存于） |
| 清乾隆青花描紅纏枝番蓮龍紋天球瓶 | 15   | 2021年6月23日   |      | （页面存档备份，存于） |
| 清乾隆茶葉末釉獸耳壺 | 14   | 2021年6月23日   |      | （页面存档备份，存于） |
| 清乾隆紫砂雕漆雜寶紋壺(故瓷009424) | 13   | 2021年6月23日   |      | （页面存档备份，存于） |
| 清乾隆紫砂雕漆雜寶紋壺(故瓷009423) | 12   | 2021年6月23日   |      | （页面存档备份，存于） |
| 清乾隆白瓷描紅三清茶詩茶碗 | 11   | 2021年6月23日   |      | （页面存档备份，存于） |
| 法國十八世紀賽佛爾窯白瓷金彩花卉蓋罐 | 10   | 2021年6月23日   |      | （页面存档备份，存于） |
| 元霽青釉盤 | 9    | 2021年6月23日   |      | （页面存档备份，存于） |
| 元霽青釉單把杯 | 8    | 2021年6月23日   |      | （页面存档备份，存于） |
| 明永樂青花花卉紋扁壺 | 7    | 2021年6月23日   |      | （页面存档备份，存于） |
| 明成化五彩蓮塘鴛鴦盤 | 6    | 2021年6月23日   |      | （页面存档备份，存于） |
| 清乾隆黃釉雙獸耳罐 | 5    | 2021年6月23日   |      | （页面存档备份，存于） |
| 清乾隆琺瑯彩開光西洋人物螭耳瓶(故瓷017599) | 4    | 2021年6月23日   |      | （页面存档备份，存于） |
| 清乾隆琺瑯彩開光西洋人物螭耳瓶(故瓷017600) | 3    | 2021年6月23日   |      | （页面存档备份，存于） |
| 清乾隆琺瑯彩錦上添花黃地菊花紋碗 | 2    | 2021年6月23日   |      | （页面存档备份，存于） |
| 南宋蠔山瓷碗 | 1    | 2021年6月23日   |      | （页面存档备份，存于） |
| 明太祖坐像（二） 軸 |      | 02021年12月20日 |      | （页面存档备份，存于） |
| 唐太宗立像（一） 軸 |      | 2021年12月20日  |      | （页面存档备份，存于） |

## 一般古物
| 古物                                          | 照片 | 公告日期      | 備註 | 參考                   |
| --------------------------------------------- | ---- | ------------- | ---- | ---------------------- |
| 明仇英松陰琴阮圖                              |      | 2020年2月10日 |      | （页面存档备份，存于） |
| 明仇英觀榜圖                                  |      | 2020年2月10日 |      | （页面存档备份，存于） |
| （乾隆）御製詩二集九十卷目錄十卷              | 1.2  | 2021年12月9日 |      | （页面存档备份，存于） |
| 西清古鑑四十卷錢錄十六卷（故殿036745-036786） | 1.3  | 2021年12月9日 |      | （页面存档备份，存于） |
| 西清古鑑四十卷錢錄十六卷（故殿016958-016999） | 1.4  | 2021年12月9日 |      | （页面存档备份，存于） |
| 石渠寶笈三十六卷附三卷（故殿020288-020326）   | 1.5  | 2021年12月9日 |      | （页面存档备份，存于） |
| 石渠寶笈三十六卷附三卷(故殿000009-000047)     | 1.6  | 2021年12月9日 |      | （页面存档备份，存于） |
| 掐絲琺瑯龍鳳提梁壺（一對）                    | 1.7  | 2021年12月9日 |      | （页面存档备份，存于） |
| 內填琺瑯纍絲福壽卷草瓣式盒(故琺000022)        | 1.8  | 2021年12月9日 |      | （页面存档备份，存于） |
| 內填琺瑯纍絲福壽卷草瓣式盒(故琺000018)        | 1.9  | 2021年12月9日 |      | （页面存档备份，存于） |
| 蒙兀兒帝國 單柄壺                             | 1.10 | 2021年12月9日 |      | （页面存档备份，存于） |
| 掐絲琺瑯鳧尊附座、裱錦木匣                    | 2.1  | 2021年12月9日 |      | （页面存档备份，存于） |
| 清孫祜丁觀鵬合倣趙千里九成宮圖                | 2.2  | 2021年12月9日 |      | （页面存档备份，存于） |
| 宋人雪山行旅                                  | 2.3  | 2021年12月9日 |      | （页面存档备份，存于） |
| 清余省百蝶圖 卷                               | 2.4  | 2021年12月9日 |      | （页面存档备份，存于） |
| 歷朝畫幅集冊 宋錢選野芳拳石                   | 2.5  | 2021年12月9日 |      | （页面存档备份，存于） |
| 歷朝畫幅集冊 宋錢選野芳拳石                   | 2.6  | 2021年12月9日 |      | （页面存档备份，存于） |
| 明宣宗畫子母雞圖                              | 2.7  | 2021年12月9日 |      | （页面存档备份，存于） |
| 清王翬平林散牧圖                              | 2.8  | 2021年12月9日 |      | （页面存档备份，存于） |
| 清王鑑溪山深秀                                | 2.9  | 2021年12月9日 |      | （页面存档备份，存于） |
| 清王時敏松巖靜樂圖 軸                         | 2.10 | 2021年12月9日 |      | （页面存档备份，存于） |
| 陶瓷譜 冊                                     |      | 2021年12月9日 |      | （页面存档备份，存于） |
| 乾隆御筆賦得蓬瀛不可望楊大章仿仇英筆意樓閣    | 2.12 | 2021年12月9日 |      | （页面存档备份，存于） |
| 清唐岱千山落照圖                              |      | 2021年12月9日 |      | （页面存档备份，存于） |
| 清惲壽平東籬秋色                              |      | 2021年12月9日 |      | （页面存档备份，存于） |
| 清鄒一桂杏花清高宗御題                        | 3.3  | 2021年12月9日 |      | （页面存档备份，存于） |
| 明文伯仁溪山秋霽                              | 3.4  | 2021年12月9日 |      | （页面存档备份，存于） |
| 清周鯤繪林鐘盛夏                              |      | 2021年12月9日 |      | （页面存档备份，存于） |
| 清郎世寧畫白海青                              | 3.6  | 2021年12月9日 |      | （页面存档备份，存于） |
| 唐宋名繢 冊 五代前蜀李昇岳陽樓圖              |      | 2021年12月9日 |      | （页面存档备份，存于） |
| 清繡線乾隆書續纂秘殿珠林石渠寶笈序            | 3.8  | 2021年12月9日 |      | （页面存档备份，存于） |
| 三希堂法帖（一） 冊                           |      | 2021年12月9日 |      | （页面存档备份，存于） |
| 元趙孟頫書朱子感興詩                          | 3.10 | 2021年12月9日 |      | （页面存档备份，存于） |
| 清姚文瀚畫釋迦牟尼佛                          |      | 2021年12月9日 |      | （页面存档备份，存于） |
| 清王原祁晴翠浮嵐                              | 3.12 | 2021年12月9日 |      | （页面存档备份，存于） |
|                                               |      |               |      |                        |
|                                               |      |               |      |                        |

## 外部連結
- 國立故宮博物院（页面存档备份，存于）

## 資料來源
1. ↑  陳, 籠貴. . 台北市: 故宮. 民104: 211. ISBN 978-957-562-733-1.
2. ↑  黃昱珽, 林詩庭編, 詹憶琳編譯.  (PDF) 初版. 臺北: 國立故宮博物院. 2016-03: pp.4–7, 12–13, 68, 118, 134, 172, 176  [2018-09-08]. ISBN 9789575627607. （原始内容存档于2016-10-07）.（中文）（英文）
3. ↑  主編 黃永泰 余佩瑾, 主編 黃永泰 余佩瑾. . 台北市: 國立故宮博物院. 2020-2: 220. ISBN 978-957-562-824-6.
4. ↑  主編 何傳馨. . 國立故宮博物院. 2014-3  [2020-08-10]. （原始内容存档于2017-04-11）.